# ジムリーダー (ポケットモンスターSPECIAL)
ジムリーダーは、漫画『ポケットモンスターSPECIAL』に登場する施設「ポケモンジム」の責任者である。

## 概要
ジムリーダーは、各地方のポケモン協会の選出、任命により就任し、各町にあるジムを任された実力者の事を指す。就任の為の試験があり、ポケモンの戦闘技術を始め、知識、人格なども厳しく審査される。カントー地方・ジョウト地方・ホウエン地方・シンオウ地方・イッシュ地方・カロス地方・ガラル地方・パルデア地方に最低8人いる。
ジムリーダーの主な役割は、決められたジムの運営・管理だが、それぞれの街で起こるトラブルなどにも指導的立場を担う。ジムリーダーは協会の意思や理念に基づいて行動する事を義務付けられている。なお、長期に渡りジムを空けて役割を放棄した者には、資格が剥奪される場合もある（トキワジム・サカキなど）。
カントー・ジョウト地方ではその地方の全ジムリーダーからジムバッジを貰い、実力を認められたトレーナーには「リーグ決勝ブロックへの無条件出場」という特権が与えられる事が、第10回ポケモンリーグから決定されている。ホウエン地方でもホウエンリーグにて同じ制度が存在し、こちらは第4章の初めから既に制定されている。
各ジムリーダーは、管理するジムバッジを挑戦者の実力を認めた場合に自由に授与して良い事になっている。基本はジム戦でポケモンバトルをし、ジムリーダー側が敗北した際に授与する形をとっている。その場合、一般トレーナーからの挑戦を受けるかはジムリーダーの判断に委ねられており、特に規定はない。バトルの勝敗などはあくまでも判断基準の一つであり、ジムリーダーが勝利してもバッジを授与したり、依頼の報酬として受け渡す場合などもある。バッジには「配布用ジムバッジ」と、ジムリーダーの身分証明用の「純正ジムバッジ」の2種類がある。形は同じだが作り方が根本的に異なっているようで、ゴールドが最初に「仮面の男」と戦った時にエーたろうが「仮面の男」のマントの下で触れた金属粉が「純正ジムバッジ」の結晶成分と一致したため、「仮面の男」がジムリーダーである事を突き止めた。
業務に対する報酬は「ジム運営費」として協会から支給されている。なお、他の職業を兼務する事も特に制限は無く、就任前の職業をそのまま続けている者もいる。カントー・ジョウト・イッシュ・パルデア地方のほとんどのジムリーダーは副業持ちである。
ホウエン地方では緊急レベル7以上の大規模な事件や災害が起きた場合には、ポケモン協会規定第118条により、全員に緊急収集の要請がかかる。特別な役職ではないがヒワマキシティジムリーダー・ナギがジムリーダー全体を統括する役割を担っている。
ガラル地方ではジムへの挑戦は「ジムチャレンジ」と呼ばれ、トレーナーであれば誰でも挑戦できる他の地方と違い、地元の実力者・チャンピオンや大会実行委員の推薦を受けて挑戦権を獲得するケースが多い。また挑戦する「スタジアム」の順番は決まっており、全てを突破したトレーナーは年に一度、リーグチャンピオンの座をかけた「チャンピオンカップ」に進出できる。定められた期間内にジムリーダーと戦い続け、勝ち続けるのは、ただバトルが強いだけでは難しいので、多くのチャレンジャーが途中で脱落していく。かつてソニアが挑戦した際に利害関係による不正疑惑からいわれのないバッシングを受けて度を越した騒ぎが起き、応援する側とも対立して問題になったため、チャレンジャー本人が主張したい場合を除き、プライバシーは厳重に守られている。
第3章までは、ジムリーダーがロケット団の幹部または悪の組織の黒幕になることがあったが、第4章以降は見られなくなった。

## カントー地方
第1章では8人のジムリーダー中5人がロケット団に所属しており、それに対抗する形で他のジムリーダー達が「正義のジムリーダーズ」を結成していた。
第1章の時点でカツラがロケット団から離脱、第2章の終盤でマチスとナツメがジムに戻る。そして第3章では、先代のジムリーダーが行方不明になったトキワとセキチクのジムに新しいジムリーダーが就任した事で、8つのジム全てが機能している状態になった。
タケシ

ニビシティのジムリーダーであり、「正義のジムリーダー」の一人。グレーバッジを管理。エキスパートタイプはいわ。
副業として、ニビシティの博物館の警備をしている。レッドが一番初めに戦ったジムリーダーであり、その後もレッドとは親しい仲。硬派且つ生真面目な性格で、ポケモンの特徴を生かしたパワーバトルを得意とする。エリカの事を「お嬢」と呼んでいる。
第1章ではグリーンに対抗して初めてジムへ出場したレッドの最後の相手として登場。レッドの言うことを聞かないピカに対し、ここまで来たのはまぐれだと憤りを感じ追い詰めたが、レッドの事を少し認めたピカの攻撃で敗北する。その後エリカからの応援を聞き、ヤマブキシティにて逃げようとするロケット団員を捕まえた。
第2章ではエリカの連絡を受けて他のジムリーダーと共にアキヒト（この時は「理科系の男」と名乗っていた）を捕まえた。その後イエローに自身の育てたゴローンを渡し、これによりゴローンの進化条件が満たされた。カツラからの情報でオツキミ山へ向かいレッドを探すも、サカキに助けられレッドは既に脱出していたため、抜け殻の氷しか発見できなかった。イエロー達が四天王と戦った際は他のジムリーダー同様ジムを襲撃された。
ジムリーダー対抗戦・第1試合では当初ミカンを圧倒するもハガネールが岩を纏っていたため変種のイワークだと思い、相性の悪いイワークで挑み敗れた。
服装は初めはゲーム同様に半裸だったが、第2章からは上着を着ている。『ポケモン・ザ・コミック』の書き下ろしイラストでは、ゲーム版『ハートゴールド・ソウルシルバー』の時の服装をしている。
手持ちポケモン
イワーク♂
特性：いしあたま
技："いわおとし"・"しめつける"・"たいあたり"・"ロケットずつき"
序盤でレッドのピカと対決。まだレッドに懐いていない状態だったピカと互角の勝負を繰り広げるが、最後は電撃を浴びて倒れた。
ツブイチ・ツブジ・ツブゾウ・ツブシ・ツブゴ・ツブロク（イシツブテ♂×6）
技："すてみタックル"・"マグニチュード"
通称「ツブテ六兄弟」。カントー四天王戦でニビシティ侵攻軍相手に善戦。6匹が手を繋いで繰り出す"マグニチュード"が得意技。
カブト→カブトプス
特性：カブトアーマー
技："げんしのちから"
第2章のカントー四天王による奇襲の中、ツブゾウに守られていたカブトを博物館から譲り受け、第3章では進化して登場。
離脱
ゴローン♂
特性：がんじょう 性格：きまぐれ 個性：ちょっとおこりっぽい
第2章でイエローに譲った。

カスミ

ハナダシティのジムリーダーであり、「正義のジムリーダー」の一人。ブルーバッジを管理。エキスパートタイプはみず。通称：「おてんば人魚」。
育てていたギャラドスをロケット団に盗まれ、戻って来た時に実験の影響で暴走してしまったギャラドスを追ってハナダを飛び出してきた。
勝気な性格だが、レッドを自分の家に泊めたり旅を助けてくれるなど良心的な人物。実はお金持ちのお嬢様であり、大きな自宅にはメイドを従えるほどでドレスを着る事もある。レッドに好意を抱いており、彼とイエローの事で複雑な感情を抱いている。
第1章では盗難され生体実験を受けて暴走したギャラドスを静めようとしていたが、押されていたところをレッドに助けられて知り合う。その後ロケット団を追ってオツキミ山で交戦するが壁に叩きつけられて気絶、再び助けてくれたレッドを家に泊める。しかし、実力に自信を持ち、調子に乗っていたレッドを見て攻撃を仕掛け、自分のロケット団に対する想いをぶつけ、考えを改めた彼と数日間特訓して互いを高めあった。レッドと再会した際にはカイリューに襲われていたところを助け、"なみのり"を必要とするレッドにギャラドスを渡した。ヤマブキシティではエリカからの要請を聞き、ロケット団の団員を捕まえた。
第2章では他のジムリーダーと共にイエローの元へ駆けつけ、オムナイトを渡す。その後他のジムリーダー同様襲撃される。
第3章ではスイクンと戦い、スイクンの話を聞いてレッドの力になるために協力する。「仮面の男」の襲撃の際はスイクンと共に駆けつけ、その場にやって来たマチス・カツラと共闘した。しかし、善戦したものの「仮面の男」に敗れ負傷してしまい、新たにパートナーとして選ばれたクリスタルにスイクンを託した。
レッドやイエローにポケモンを譲ったのは、「自分が育てたポケモンが別の人のもとでもっと強くなり、大きく貢献してくれる事が自分の役割」と語っている。そのためスイクンが目的を果たす時、隣にいるのは自分ではない事はわかっていたと涙を流していた。第3章の終盤で、エリカのポケギアを借りていたレッドと久しぶりに会話している。またジムリーダー対抗戦・第2試合でアカネに勝利した。
服装は登場当初はへそだしのチューブトップに短パンという露出が高い姿だったが、第3章ではキャミソールに半ズボンに変わっている。『ポケモン・ザ・コミック』の描き下ろしイラストでは、ゲーム版『ハートゴールド・ソウルシルバー』の時の服装をしている。
公式サイトで行われた1回目の人気投票では、カントー地方・ジョウト地方・ホウエン地方の全ジムリーダーの中で1位となった（全体では15位）。
手持ちポケモン
スタちゃん（スターミー）
特性：はっこう 性格：がんばりや
技："こうそくスピン"・"ハイドロポンプ"・"はかいこうせん"・"バブルこうせん"・"フラッシュ"
第1章ではカスミの切り札的な存在として登場。空に浮かび、遠くにシグナルを飛ばす事もできる（通称「星しるべ」）。この能力を応用し、スイクンの意思を言語化して意思を疎通している。
ヒトちゃん（ヒトデマン）
技："じこさいせい"・"バブルこうせん"
クラちゃん（クラブ♀）
技："クラブハンマー"・"ハサミギロチン"・"はさむ"
元々レッドのポケモンで、ギャラと交換した。
トサキント
技："たきのぼり"・"ちょうおんぱ"
チーちゃん（チョンチー♀）
特性：はっこう
ランちゃん（ランターン♀）
技："たきのぼり"・"ハイドロポンプ"
トージョウの滝にて、スイクンと激しい攻防を繰り広げた。
離脱
ギャラちゃん（ギャラドス♂）
特性：いかく 性格：さみしがり 個性：あばれるのがすき
技："なみのり"・"ハイドロポンプ"
ロケット団の実験台にされたせいで性格が凶暴になっていたがレッドと協力して鎮め、後に交換した。
オムナイト♂
特性：すいすい 性格：すなお 個性：ちょっぴりみえっぱり
第2章でイエローに譲った。
一時手持ち
スイクン

マチス
クチバシティのジムリーダーであり、元ロケット団三幹部の一人。オレンジバッジを管理。エキスパートタイプはでんき。
「力が全て」と考える、元軍人の実力主義者。ぶっきらぼうかつ荒い印象を持つが、部下を大切にする一面もあり、ロケット団やサカキに対する執着心は強い。時々英語交じりの口調で話すことがある。
第1章ではロケット団の幹部として、サントアンヌ号によるポケモンの密輸を担当していた。サントアンヌ号では街中のポケモンを奪っており、調査に乗り出したレッドと交戦する。上手くレッドを誘導して追い詰めていたが、クチバ湾に沈む特殊な進化の石で進化を遂げたニョロボンに敗北。だが運良く船外へ投げ出された事で逮捕を免れ逃げ延び、その後、無人発電所でサンダーを捕獲する。シルフカンパニー本社で再びレッドと戦い、当初は特別な装備やサンダーによって無尽蔵のエネルギーがあった事で優勢だったが、彼の作戦で電流から身を守るコードと絶縁スーツを切断され、大技を逆に利用されて感電し敗れる。
その後は姿をくらましていたが、第2章のスオウ島で他の幹部達と共に四天王の打倒に再登場。運命のスプーン分けで組むべき相手がいなかったため、居残り同士でマサキと組みシバと戦った（キョウやナツメと同じ理屈でいけば、本来ならばレッドが組むべき相手だった）。終盤でサカキと会い、命令を受けて自身のジムに戻った。その後はジムの運営と平行して、副業で連絡船・アクア号で働きながら組織の復活を待ち続けている。
第3章ではサカキや自分達幹部が不在のロケット団が密かに活動していた事を不審に思い、調査の中で残党をまとめている「仮面の男」の存在を知る。いかりの湖にあるロケット団の施設で「仮面の男」と戦うが、その圧倒的な実力と殺気に恐怖を感じ辛うじて逃げ延びる。その直後、いかりの湖の中で「仮面の男」に敗れたゴールド・シルバーのポケモン図鑑などの所持品を発見し、図鑑所有者の実力を見てきた経験から持ち主はまだ生きていると確信して「仮面の男」の情報を得るために2人の行方を探し始める（この時にマツバと接触して居場所を探ってもらい、アクア号での収入を報酬として渡している）。また、それ以前につながりの洞窟に仕掛けた罠にかかってしまったクリスタルに出会い、潜水艇でアサギシティに送っている。かつての部下を「仮面の男」に道具として利用された事に憤っており、それが後にライコウに見出される理由となりパートナーとして共闘する。ジムリーダー対抗戦では「仮面の男」がジムリーダーの可能性が高いため参加した。ジムリーダー対抗戦・第4試合でマツバと戦い、初めは優位に立っていたが、相手のトリッキーな戦法によって相打ちになり引き分けに終わる。その後ライコウを連れてカスミ・カツラと共闘し「仮面の男」相手に善戦するも敗れる。
手持ちポケモン
エレブー♂
特性：せいでんき
技："かみなり"・"かみなりパンチ"・"10まんボルト"・"でんきショック"
マチスの相棒的存在。マチス曰く「ボールに入れられない暴れん坊」であるらしく、サントアンヌ号の特別室で侵入者を待つ番犬として外に出している。サントアンヌ号でレッドのニョロ（ニョロゾ）と対決。強力な電気技でレッド達を追い詰めるが、ニョロボンに進化したニョロの"ちきゅうなげ"でマチスもろとも海へ投げ飛ばされた。
第2章ではマサキのロコンと共にシバのエビワラー・サワムラーを相手に戦う。
レアコイル（複数）
技："ソニックブーム"
"ソニックブーム"によって頑丈な防御壁を作り出すことが可能。また、足場を作り出して飛行要員となるだけでなく、敵を閉じ込め有刺鉄線よりきつい脱出不能の電気の檻とすることもできる。シルフカンパニー戦、四天王戦で同じ役割をした。
ライチュウ♂
特性：せいでんき
マチスと共に仮面の男のアジトに乗り込んだ。また、潜水艇にエネルギーを送り込むことで水中レーザーにして発射できる。
コイル
技："でんじほう"
ジムリーダー対抗戦でマツバのムウマと引き分けた。
ビリリダマ（複数）
シルフカンパニー戦でマチスのランチャーの弾として登場。
マルマイン（複数）
技："じばく"
シルフカンパニー戦ではビリリダマと共にマチスのランチャーの弾として登場。ロケットランチャーによってスピードをさらに高めつつ、不足気味のパワーを補っていた。四天王戦にも参加し、マサキのタマタマの"タマゴばくだん"との連携でシバとの戦場であるイワークを崩した。
第3章ではいかりの湖近くの施設で「仮面の男」と遭遇した際に予めタイマーをセットしていたため、時間の5分経過で開放して"じばく"させた。
一時手持ち
サンダー

ライコウ

エリカ
タマムシシティのジムリーダーであり、「正義のジムリーダー」の一人。レインボーバッジを管理。エキスパートタイプはくさ。
名家出身のお嬢様だが、タマムシ大学で教鞭をとる才女でもある。「正義のジムリーダーズ」の中では主導者的な存在で、ロケット団に対抗し独自の精鋭を持ち、タケシやカスミと共にレッド達をサポートする。趣味は華道や弓道で、自宅でも教室を開いている。落ち着いた物腰だが、強い意思を持ち合わせており、巧みな戦術を立てて戦う頭脳派だが、単純な力比べにも強い。バトルや華道で一番必要なのはさりげなさと考えている。
第1章では独自にロケット団を調べ、その先で逃げ出したイーブイの事を知る。タマムシシティへの帰り道でレッドと出会い、ジム戦前の試練としてイーブイの捕獲を任せ、捕獲後に自身が改造したと勘違いしたレッドと戦う。終始レッドを圧倒する高い実力を見せ、イーブイのために必死に戦う姿に真実を話しバッジを渡す。その後カスミ・タケシに連絡を取り、ヤマブキシティの四方を囲み、ロケット団員を捕まえた。
第2章ではレッドのピカを保護するために動き、レッドに変装して近づいた、かつてタマムシ大学から追放した「りかけいのおとこ」アキヒトに報復される。正義のジムリーダーズの協力で相手を倒した後はピカの意思を尊重してイエローに託す。
第3章の「ジムリーダー対抗戦」ではカントー側の主将を務めた。ナツメにレッドの事を尋ねるが、詳しくは教えてもらえなかった。対抗戦では主将対決でヤナギを相手に、相性の不利を逆手に取って戦うが、それを上回るヤナギの実力に敗北した。
服装は初めは長袖にロングスカートというスタイルだったが、第3章からは着物・足袋・草履の格好である。『ポケモン・ザ・コミック』の書き下ろしイラストでは、ゲーム版『ハートゴールド・ソウルシルバー』の時の服装をしている。
手持ちポケモン
モンちゃん（モンジャラ）
技："からみつく"・"せいちょう"・"つるのムチ"
ツルを利用して相手を投げ飛ばすほどの力の持ち主。カンナの軍勢に対して善戦する。
ラフレシア♀
特性：ようりょくそ
技："つるぎのまい"・"はなびらのまい"
レッドとのジム戦にて初登場し、ピカをひんし寸前まで追い込む。
マダツボミ→（ウツドン→）ウツボット
技："ものまね"
クサイハナ♀→キレイハナ♀
特性：ようりょくそ
技："はなびらのまい"
第3章にて登場。よくボールの外に出して連れ歩いていたことから、お気に入りの1匹である模様。
ポポッコ
技："こうごうせい"・"しびれごな"

キョウ

元セキチクシティのジムリーダーで、ロケット団の初代三幹部の一人。現在はジムリーダーもロケット団も辞め、ジョウト四天王の一人となっている。

ナツメ
ヤマブキシティのジムリーダーであり、元ロケット団三幹部の一人。ゴールドバッジを管理。エキスパートタイプはエスパー。
自身も優れた超能力者であり、別の場所で起きていた戦いの終わりを感じ取り、未来をある程度予測する事ができる。常に冷静で自信に満ちた態度を取るが、登場初期はレッドとグリーンに「なかなかチャーミング。何年か先が楽しみだったかも。」と言ったり、サカキに惚れ込んでいる様な発言をした事もある。ブルーにはいいように振り回されやすく、第1章・第2章ともに酷い目に遭わされている。
第1章ではロケット団の幹部として暗躍している。エネルギー増幅器でサンダー・ファイヤー・フリーザーの融合体を作る実験に力を注いでおり、脱走した実験体であるイーブイ（レッドのブイ）を探し、部下にファイヤーを貸し与えて研究の要だったカツラを連れ戻そうとしていた。シルフカンパニーでは3階に侵入してきたブルーと戦い圧倒していたが、彼女の作戦に嵌り取り逃がした上にバッジも奪われる。その後レッドと戦っている最中に7つのトレーナーバッジが入ったエネルギー増幅器でサンダー・ファイヤー・フリーザーの融合体を完成させ、駆けつけたグリーンもろとも圧倒するも、レッドのフッシーがフシギバナに進化し、レッド・グリーン・ブルーの力を合わせた連携攻撃の前に敗北し姿を消す。
第2章のスオウ島で再登場し、対カンナ戦でブルーと共闘する事になり、息は全く合わなかったが何とか勝利する。しかしカンナのルージュラによって受けた氷の手枷によって、左手首に痺れが出るようになってしまい、療養のために1年間シロガネ山の秘湯に通い続けていた。
第3章でシロガネ山にてレッドと再会し、今回のセキエイで何かが起こると忠告して山の奥の方にある治癒効果が高い秘湯の存在を教え、そこに導くための「運命のスプーン」を渡した。ジムリーダー対抗戦・第5試合でツクシと戦い、相性の悪さも物ともせずトリッキーな戦法で絶望感すら与えて勝利を収める。
第3章以降、長らく登場していなかったが、第11章ではイッシュ地方のポケウッドで名女優として活動している。ファイツの演じるシナリオを決め、彼女にメイクを施した。
第3章まではゲーム版『赤・緑』の時の服装（ジムリーダー対抗戦ではゲーム版『金・銀』の時の服装）をしていたが、第11章ではゲーム版『ハートゴールド・ソウルシルバー』の時の服装をしており、容姿も大幅に変化した。
手持ちポケモン
ユンゲラー♂
技："かなしばり"・"サイケこうせん"・"サイコキネシス"・"テレポート"
ロケット団に連れ去られたオーキド博士になりすまし、レッド達に宣戦布告する。
バリヤード♀
特性：フィルター
技："アンコール"・"サイケこうせん"・"ひかりのかべ"・"ねんりき"
第1章ではロケット団が占拠したヤマブキシティ全体を強力な"ひかりのかべ"で覆って侵入できないようにしていた。しかし実体を持たないピカの"みがわり"に潜入され、グリーンのゴルダックに居場所を特定されて"10まんボルト"を受け倒れる。
第3章ではジムリーダー対抗戦にて登場。相性の悪さも相俟ってツクシのむしポケモンの猛攻を浴びながら、空気を固めて壁を作り出す能力で見えない家を作り出し、攻撃を防ぐと同時にヘラクロスの"こらえる"を"アンコール"することで他の技を出せない隙を突き逆転勝利した。
フーディン♀
特性：シンクロ
第2章でスオウ島に集まった8人を、スプーン曲げで二人ずつに選り分けた。
モルフォン♀
技："ねむりごな"・"メガドレイン"
四天王戦で登場。カンナのヤドランを相手に戦う。
一時手持ち
ファイヤー

カツラ
グレン島のジムリーダーであり、ポケモン生態学の科学者。クリムゾンバッジを管理。エキスパートタイプはほのお。冷静沈着かつ真面目で研究熱心な性格。お茶目な一面もあり、炎特訓で口髭を燃やしてしまい、普段は付け髭をしている。
科学者としての好奇心からロケット団に協力し、盗まれたカスミのギャラドスや、後にレッドのポケモンとなるイーブイに実験を施した。またミュウの僅かな細胞と、自分の右腕の細胞で足りない分を補ってミュウツーを創るなど、科学者として迷い無く生体実験を行なってきた。しかしミュウを巡るレッド達とロケット団の戦いで、ポケモンを大切にするレッドの行動を見て自分の過ちに気づく。後に暴走したミュウツーを討つためにロケット団を裏切り、追われる身となる。その際グレン島でレッドと対面し、力を合わせてファイヤーを撃退した。そしてハナダの洞窟でレッドに「マスターボール」を託してミュウツーを捕まえさせ、自分がミュウツーのパートナーとして共に過ごすようになる。
第2章ではグレンジムに戻っており、エリカの要請を受けてイエローを助けにタマムシシティに来た時にカスミ達と和解し、以後「正義のジムリーダー」の一員として活動している。スオウ島の存在を独自に調べ上げ、四天王と戦うための修行をしていた最中にイエローと再開し、行動を共にする。スオウ島ではグリーンと合流し、更にブルー達やロケット団の幹部達とも遭遇し手を組む。運命のスプーン曲げでは再びイエローと組む事となり、道中でイエローが女の子である事を知る。その後イエローやミュウツーと共にワタルと戦い、善戦するも実験の後遺症によって倒れる。
第3章ではエンテイに見出され、パートナーとして共闘する事になる。ジムリーダー対抗戦では体調不良のため参加しなかったが、操られたロケット団員との戦いの際に、イブキから怪しまれ交戦、勝利する。その後はカスミ・マチスと共闘して「仮面の男」と戦い善戦するも敗北した。
右腕には暴走したミュウツーの細胞が入り込んでおり、これによってカツラはミュウツーを自在に操る事ができたが、ミュウツーがボールや容器の外に出ていると体に負担がかかってしまい、徐々にミュウツーの細胞に体を蝕まれていった。そのため第3章では体調の不調を起こし、人前にはほとんど姿を見せなくなる。セキエイで出会ったエンテイと共闘するにあたって、体内のミュウツー細胞を焼き尽くさせた。その影響でミュウツーは野生に帰り、肉体的な繋がりは絶たれたが確かな心の繋がりはまだ残っており、ミュウツーも「主人（マスター）」と呼んでいる。
第12章ではカロスの留学から帰ったグリーンからメガリングを受け取り、装着した時にかつて断ち切った「兄弟」と呼ぶミュウツーに呼ばれた気持ちになり、カロスへ渡る。そしてコンコンブルに誘われ、修行して継承式も改めて行う。ポケモンの村へと移り住み、メガシンカを望んでいるミュウツーを再びマスターボールで捕獲し共に暮らしていた。そんな生活の中でフレア団の攻撃を受け、ミュウツーと共に陰謀に立ち向かう。
服装は第3章まではゲーム版『赤・緑・青・ピカチュウ』の時の服装をしていた。『ポケモン・ザ・コミック』の書き下ろしイラストでは、ゲーム版『ハートゴールド・ソウルシルバー』の時の服装をしている。なお、容姿はゲーム版のスキンヘッドにサングラスというスタイルのデザインを元にしているが、変装でゲーム版没デザインの方のスタイルになったことがある。
手持ちポケモン
ギャロップ♂
技："ほのおのうず"
移動手段。ミュウツーを探索する旅の時にも乗っていた。カツラを悪く言う者はたとえ味方であろうと、後ろ蹴りを見舞う。
第12章ではハイパーボールに入っている。
ガーディ♂
特性：もらいび
第2章で登場。よく利く鼻を利用し、行方不明のレッドがオツキミ山を訪れた事を突き止めた。
ウインディ

一時手持ち
ミュウツー

エンテイ

サカキ
トキワシティの先代ジムリーダーであり、ロケット団の首領（ボス）。シルバーの父親でもある。エキスパートタイプはじめんで、「大地のサカキ」の二つ名を持つ。
第1章で「最後のジムリーダー」としてレッドと戦うも僅差で敗れ、その後ジムリーダーとしては完全に消息を絶つ。第2章ではワタルと戦っていたイエローを助ける。悪のボスとしての一面を持ちながらも、ジムリーダーとしての実力は本物で、書き残した「大地の奥義書」は次代のグリーンにも大きな影響を与えた。

手持ちポケモン
ニドキング♂ Lv.68
特性：どくのトゲ 性格：きまぐれ　
技："がんせきふうじ"・"じしん"・"ほのおのパンチ"
"じしん"によってトキワジムを破壊した。
ニドクイン♀ Lv.65
特性：どくのトゲ 性格：しんちょう
技："カウンター"・"がんせきふうじ"・"どくばり"・"ひっかく"
第1章のレッド戦では切り札として出された。ピカ相手に"どくばり"で攻めるが、コンマ1秒の差で"10まんボルトを決められて敗れる。ワタル戦ではギャラドスの"バブルこうせん"を破壊し、本体を覆うバブルも割ろうとしたが失敗、"はかいこうせん"で反撃を受けてしまう。
サイドン♂ Lv.70
特性：いしあたま 性格：おとなしい
技："じわれ"
かつてレッドの「足場をくずす」作戦を真似て、"じわれ"で窮地に追いやる。
サイホーン♂ Lv.45
特性：いしあたま 性格：なまいき
技："しっぽをふる"・"つのでつく"・"ふみつけ"
"しっぽをふる"でレッドのプテを倒した。
ダグトリオ♂ Lv.60
特性：すながくれ 性格：おだやか
技："あなをほる"
レッドのギャラとフッシーのボール開閉スイッチを破壊した。
ゴローニャ♂ Lv.60
特性：がんじょう 性格：れいせい
技："いわなだれ"・"だいばくはつ"・"まるくなる"
じめんタイプだが、「専門外のポケモン」として扱っている。ジム内でゴン相手に善戦、外に誘い出して"だいばくはつ"で相撃ちとなった。
パルシェン♂ Lv.61
特性：シェルアーマー 性格：ひかえめ
本気を出さない時の主力。相性の悪い野生のブーバーやレッドのニョロを一瞬で氷漬けにして倒すなど、戦闘力はかなり高い。
スピアー♂←→メガスピアー♂ Lv.70
特性：むしのしらせ←→てきおうりょく 性格：ゆうかん 個性：ちのけがおおい
技："こうそくいどう"・"ダブルニードル"
トキワの森で捕獲し、特別愛用している。第1章のレッド戦では、レッドを追い詰めるがプテの"はかいこうせん"一発で敗れる。第2章のワタル戦では、ワタルの死角から"ダブルニードル"を繰り出し溶岩にも耐えるギャラドスの泡を破壊し、ワタルを追い詰める。第5章では"こうそくいどう"でデオキシスを追い詰めた。
第13章でのホカゲの回想内では、ホカゲの気配を感じて出された。その際にメガシンカを披露している。
2011年、公式サイトで行われた人気投票のポケモン部門では第13位を獲得した。

アンズ
セキチクシティの現ジムリーダーであり、キョウの娘。ピンクバッジを管理。エキスパートタイプは父と同じどく。
真面目で一途な性格で、忍者は主君に仕えるべきだという父親の教えを忠実に守り、くノ一として厳しい修行を積んでいた。父親がロケット団の幹部であったことは知っており、自分も修行を終えた後は父と同じくサカキに仕えるためにロケット団に入るつもりでいたが、3年前にロケット団は解散して父親もサカキも失踪してしまい、その結果身に付けた力を何に活かせばいいか悩んでいる。
現在はカントー四天王との戦いの後消息を絶った父を捜しながら、副業としてあらゆる仕事を引き受けるフリーの仕事師をしている。仕事の後、噂になっていたスイクンが現れ、各ジムリーダーが勝てなかったスイクンを捕獲できればどこかにいる父に届くかも知れないと戦闘する。しかし、クロバットの"かげぶんしん"を見破られて敗北し、スイクンが同じように主君を探していると悟りいつかまた手合わせするまでと別れる。ジムリーダー対抗戦・第3試合でハヤトと戦い、バトルでは有利に立っていたが、観客の中に父の気配を感じて試合放棄し、結果敗北となった。自分と同じように父親の跡を継いでジムリーダーとなったハヤトに共通点を見出していた。
手持ちポケモン
アリアドス♀
特性：ふみん
技："いとをはく"・"クモのす"
口から吐き出す硬く鋭利な「功刃の糸」と、尻から出す粘着力のある「守護の糸」を使う。
ベトベター
技："ちいさくなる"・"ヘドロばくだん"

マタドガス

フォレトス
技："まきびし"
クロバット♂
特性：せいしんりょく
技："かげぶんしん"・"きゅうけつ"・"つばさでうつ"

グリーン

トキワシティの現ジムリーダー。グリーンバッジを管理。エキスパートタイプは特にないが、先代ジムリーダー・サカキが残した「大地の奥義」を発見してからじめんタイプを育てる決心をし、サイドンをベストメンバーの1匹まで育て上げた。そのサイドン1匹で、ジムリーダー対抗戦・第6試合ではシジマとの師弟対決を制する。
第5章ではジムを空けており、その時は立体映像が応対するようになっている（ジムに育てたポケモンがおりグリーンがいなくても戦える）。
ジムリーダー対抗戦での手持ちポケモン
この構成は、『ポケットモンスター金・銀・クリスタル』のトキワシティジムリーダー「グリーン」と同様。
サイドン♂

ピジョット♂

フーディン♂

ウインディ♂

ナッシー♂

ギャラ（ギャラドス♂）（レッド）
シロガネ山に行く時、リザードンとの交換で渡された。
第5章でジム戦を任せているメンバー
ナッシー♂

フーディン♂

ウインディ♂

ピジョット♂

キュウコン♂

## ジョウト地方
第3章に登場。イブキ以外は全員本業・副業持ちである。カントージムリーダーとは、ジムリーダー対抗戦で直接対決する。第3章のラストでヤナギが行方不明になった事で、第9章までの5年間は7つのジムしか機能していなかった。
ハヤト
キキョウシティのジムリーダー。ウイングバッジを管理。エキスパートタイプはひこう。「華麗なる飛行ポケモン使い」の異名を持つ。
本職は警察官（巡査）で、ゴールドとはウツギ邸のワニノコ盗難の事件で知り合った後、事情聴取から犯人（シルバー）の顔を見ていた事でモンタージュを作る（ゴールドが自分で追うために嘘の証言で作らせた偽物）。初登場時はジムリーダー候補であり、後に試験を通過して就任した新人である。
父はキキョウジムの先代ジムリーダーであり、父の名をおとしめないため、そして越えるために研鑚を欠かさない努力家。スピードを活かした空中戦を得意とする。ゴールドとはジムの試験のためにエアームドを捕獲する時に共闘した事から数少ない理解者で、ポケモンリーグでゴールドのロケット団襲撃の警告には職業柄か真っ先に飛び出していた。
エアームドの特訓中、「野生ポケモン保護指定区域」になっているその場所で密猟していた、かつてゴールドにインチキを暴かれた男を連行しようとしたが、突然ライコウ・エンテイが現れ、相性で不利ながら腕を上げるチャンスと戦う。2匹の大技を相殺させ捕獲のチャンスを得るも乱入してきたスイクンによって阻まれ、スイクンをも含めて捕獲しようとしたが力が回復したエンテイ・ライコウの妨害で失敗、エアームドの翼が砕けて墜落しそうになったがスイクンに救われる。その後、密猟犯を逮捕・連行しながらやけた塔から飛び立った3匹にどんな関係があるのか考えていた。ジムリーダー対抗戦・第3試合でアンズと戦い、追い詰められていたが、途中でアンズが試合放棄した事で結果的に勝利した。
第9章ではツクシ・シジマと共にエンジュジムの周辺警備をしていた。
手持ちポケモン
エアームド♀
特性：するどいめ
技："こうそくいどう"・"スピードスター"・"はがねのつばさ"
郊外でヒマナッツを襲っていた時にゴールドのバクたろう（ヒノアラシ）の攻撃を受けて捕獲され、以後切り札として活躍する。抜け落ちた羽根は頑丈で透明であるため、ブーメランにして奇襲戦法に利用している。
ピジョン♂

ヨルノズク♂
技："みやぶる"

ハヤテ
キキョウシティの先代ジムリーダーでハヤトの父親。エキスパートタイプはひこう。タンバジムリーダーのシジマとは親友であり戦友。
元ジムリーダーだけあってバトルの腕前は高いが、辞めた理由はハヤト曰く訳あってとの事。現在はジョウト各地を飛び回っている。
シジマとの手合わせのためにタンバシティに向かう途中、海上でスイクンと出会ってバトルになり、愛用の飛行服を切り裂かれる。シジマとのタッグで捕獲しようとしたが失敗し敗北する。
手持ちポケモン
エアームド
技："スピードスター"

ツクシ
ヒワダタウンのジムリーダー。インセクトバッジを管理。エキスパートタイプはむし。「歩く虫ポケ大百科」と呼ばれている。
学術調査員としても活動している少年。持っている虫取り網はガンテツに作ってもらったもので、モンスターボールに使われているキャプチャーネットと同じ物で出来ている。緊急時に備えて「あなぬけのヒモ」を所持している。中性的な外見で、ゴールドからは女の子に間違えられてナンパされた事がある。
アルフの遺跡で行方不明になった調査隊を捜しに来た時にゴールドと出会い、ロケット団残党を相手に共闘した。物腰は穏やかで、誰に対しても親切な態度で接する。ポケモンの長所を活かしたバトルを好む。ゴールドとは共闘した事もあり、数少ない理解者となっている。
アンノーンが目覚めた遺跡の調査中、スイクンに導かれて戦い、キャプチャーネットに引き込もうとしたが破られる。その際、壁に隠れていた部屋に書かれていたアンノーンと関係があると言われてきた古代文字から「ホウオウ」と読み取り、現れたのは力を試すためと何かのメッセージではないかと考える。ジムリーダー対抗戦・第5試合でナツメと戦い、始めは相性の有利さで攻めていたが、相手のトリッキーな戦法に敗れる。
第9章ではエンジュジムの周辺警備中、アルセウスの攻撃を受け気絶したがゴールドに助けられ共にアルフの遺跡に向かった。
手持ちポケモン
ヘラクロス♂
技："こらえる"・"とっしん"・"メガホーン"
スイクンとは互角のパワー勝負を繰り広げる。ジムリーダー対抗戦ではナツメのバリヤードに敗れた。
ストライク
技："れんぞくぎり"
コクーン×2
特性：だっぴ
トランセル×2
特性：だっぴ

アカネ
コガネシティのジムリーダー。レギュラーバッジを管理。エキスパートタイプはノーマル。自称：「ダイナマイトプリティギャル」。
本業は芸能人で、コガネラジオのパーソナリティも務める。クルミとも仲が良い。ラジオ番組の収録中に乗り込んできたゴールドとは出会って早々に喧嘩になったが、視聴者にはウケていた。その事もあってゴールドとレースをしたが、木に化けたウソッキーに妨害され、更にその場に現れたサイドンに連れ去られた所をゴールドに救われる。負けず嫌いで目立ちたがり屋だが、根は優しい。関西弁（設定ではコガネ弁）を話す。
ヤナギとはジムリーダー対抗戦の前にラジオ番組の収録の関係で会っており、その時の出来事が理由で「仮面の男」の正体に真っ先に気づいた。ジムリーダー対抗戦・第2試合でカスミと戦い、試合前に闘志を剥き出しにしていたが敗北した。
第9章ではゴールドの案内役を兼ねて、ポケスロンに挑む。その後はシバのファンになった模様で、シバのお気に入りの「いかりまんじゅう」を送りつけている。
手持ちポケモン
ミルたん（ミルタンク♀）
特性：きもったま
技："いやしのすず"・"ころがる"・"ばくれつパンチ"・"ミルクのみ"
アカネのお気に入りの1匹であり切り札。パワフルな戦いを得意とする。ジムリーダー対抗戦でカスミのスタちゃんに敗れる。
ププたん（ププリン♀）
技："てんしのキッス"・"メロメロ"
ピィたん（ピィ♀）
技："てんしのキッス"・"メロメロ"
ドーブル
第9章で初登場。

マツバ
エンジュシティのジムリーダー。ファントムバッジを管理。エキスパートタイプはゴースト。
「千里眼を持つ修験者」と呼ばれており、その能力を生かして物探しを副業としている。ただし、自分が見たいと思う物（憧れの存在であるホウオウや、伝説と言われているスイクン等）を見る事はできないらしい。またその能力のためか、ナツメと同じように第六感に優れており、ヤナギに対して得体の知れない気配を感じ取り、いち早く不審感を抱いていた。
依頼でジョウトのある村に行っており、ジムを留守にしている間にスイクンがエンジュで目覚めた事を知らずにいた。依頼を終えた後、ラジオでスイクンの目覚めを知って帰り道で遭遇、発生していた霧の中で遂にスイクン本体を見る。捕獲しようとしたがゴースの"10まんボルト"の罠を"ミラーコート"で倍返しされ失敗する。
マチスとは物探しの依頼を受けた時から因縁関係になり、ジムリーダー対抗戦でも激突する。変化技を巧みに操るトリッキーな戦法を得意とし、ジムリーダー対抗戦・第4試合で自分とは対照的な力技のマチスを翻弄し引き分けた。ミナキとは親友の仲。
第9章ではゴールドと対面し、千里眼でワタルの行方を捜してアルフの遺跡を示す。遅れてシルバーが現れた直後、アルセウスの攻撃を受けて負傷。シルバーに残り13枚のプレートの場所を伝えた後、力の酷使もあって行動不能となる。
手持ちポケモン
2匹でマツバの千里眼を手伝う。
ムウマ♀
特性：ふゆう
技："いたみわけ"・"サイコウェーブ"・"シャドーボール"・"みちづれ"
ゴース♂
特性：ふゆう
技："うらみ"・"10まんボルト"

シジマ
タンバシティのジムリーダー。ショックバッジを管理。エキスパートタイプはかくとう。「うなる拳で語る男」と呼ばれる。
格闘道場を経営しており、柔道4段・剣道3段・合気道5段に加え、様々な体術も使いこなせる。グリーンの師匠でもあり、弟子は誰の子（または孫）であろうと、一人のトレーナーとして扱う。バトルでは相手の技を利用して自分の攻撃に転化し、反撃で大ダメージを与える。亭主関白であり、幼い子供がいる。かなり長く海にいるため波の音を聞き間違える事はなく、スイクンの存在に気づいた。親友のハヤテと会う約束の日、彼と交戦していたスイクンと2対1で戦うが攻撃を見切られ、自分達では相手に不足だったと納得して負けを認める。
「トレーナー自身が己を鍛えることにより、ポケモンと一体となる」という考えの持ち主で、自分の弟子に厳しい修行を課しているが、その厳格な苛烈さから最後まで耐えきった者はほとんどいない。グリーンはシジマの修行に耐えきった最後の弟子であり、グリーンが形のない敵を切れる切っ掛けを作り、強い影響を与えた人物。ジムリーダー対抗戦・第6試合でグリーンと師弟対決を繰り広げ、相性の良さでグリーンのサイドンを追い詰めるも、敗北する。
第9章ではエンジュジムの警備をしていてマツバに会いに来たシルバーをグリーンが認めた男としてジムに入れた。
手持ちポケモン
サワムラー♂
技："きしかいせい"・"こころのめ"・"メガトンキック"
カポエラー♂
特性：テクニシャン
技："こうそくスピン"・"トリプルキック"
第3章のジムリーダー対抗戦でグリーンのサイドンと対戦して敗北。後の第9章でそのサイドンがシルバーの元でドサイドンに進化したと見抜いた。
オコリザル♂
特性：いかりのつぼ
技："ばくれつパンチ"
ニョロボン
技："かいりき"・"ばくれつパンチ"・"みきり"
スイクンとのバトルで使用し、海を割り、伝説のポケモンを押さえ込むパワーを見せた。
カイリキー
技："あてみなげ"

ミカン
アサギシティのジムリーダー。スチールバッジを管理。「鉄壁ガードの女の子」の異名を持つ。
以前はいわタイプのエキスパートだったが、現在ははがね。しかし当時新種のタイプという事もあって数が少なく、それ以外のタイプも手持ちに入れている。またバトルの際には一度手持ちを全てボールの外に出し、調子を確認してから繰り出す。ゴールドのトゲたろうのタマゴが発見されたトゲチックの持ち主。
副業としてアサギ灯台の管理人も務めている。ポケモン想いの心優しい性格だが、ジムリーダーとしての実力もかなり高い。マツバとは特別親しい仲である様子。
以前育てや夫婦に預けたタマゴが孵った連絡を受けて見に行こうと、コガネシティに向かおうとした時に立ち寄ったエンジュシティの震災に巻き込まれてしまったが、ゴールド・シルバーに助けられた。その後は仕事でジムを留守にしていたマツバに代わって、エンジュ復興の指揮を執っていた。
ジムリーダー対抗戦・第1試合でタケシ相手に戦い、一番調子の良かったアカリちゃんを圧倒した事から切り札のハガネちゃんを出し勝利した。
第7章に僅かだけ登場し、シンオウ地方のスーパーコンテスト・マスターランクに出場しており、マツバには極めるまで戻らないと伝えている。
ジョウト地方のジムリーダーで唯一、ジョウト地方の図鑑所有者達と会話していない（うっすらとゴールド達に助けられた記憶はある）。
手持ちポケモン
ハガネちゃん（ハガネール♂）
技："かみくだく"
ジムリーダー対抗戦では最初、岩を全身に纏いイワークに擬態させていた（本人曰く「ハガネちゃんを見せ物にしたくないため」）。
アカリちゃん（デンリュウ）
特性：せいでんき
普段は灯台で暮らしており、エンジュ震災時に逃げ遅れたミカンの居場所を外まで光で伝え、ジムリーダー対抗戦では最初にタケシのカブトプスと組み合った。
トゲチック♂♀×2

レアコイル×2

イブキ
フスベシティのジムリーダー。ライジングバッジを管理。エキスパートタイプはドラゴン。
8代続くドラゴンポケモン使い一族の長。先々代の長である竜の里の長老の孫娘で、ワタルとは従兄妹の関係（ワタルの父親はイブキの父親の兄）にあり、兄妹弟子でもある。プライドが高く、負けず嫌いで男勝りな性格。ワタルのことを「兄者」と呼んで慕っており、失踪に関わっていると思いカツラを敵視する。
やけた塔から目覚め、旅立ったスイクンと最初に戦っている。一族の修練場である「りゅうのあな」のドラゴンポケモンを従えていたスイクンを捕獲しようとしたが途中で逃げられ、祖父から「スイクンは実力を認めたトレーナーに近づき、試すという言い伝え通り現れた」と言われ、立ち去ったのは自分がその基準に達していなかったからだと知る。また、そうして主人を探しているのではないかと考える。ジムリーダー対抗戦ではカツラと第7試合で戦うはずだったが、彼の体調不良によって延長され、結果ロケット団の襲撃の際に電車内で対抗戦の試合代わりにカツラと戦う。しかしエンテイを使いこなす圧倒的な実力に敗北し、事件後に自ら申告した事でジムリーダー対抗戦はカントージムリーダー側の勝利となった。
第9章では音信不通になったワタルの身を案じてうずまき列島に現れ、シルバーと対面した。
手持ちポケモン
キングドラ♂

ハクリュー
特性：だっぴ
技："げきりん"・"しんぴのまもり"・"でんじは"・"りゅうのいぶき"

ヤナギ
チョウジタウンのジムリーダー。アイスバッジを管理。エキスパートタイプはこおり。「永久氷壁のヤナギ」の異名を持つ。
カントー・ジョウトのジムリーダーの中で最年長の老人で、車椅子に乗っている。副業は氷像の彫刻家だが本人は滅多に外に出ず、商品の運搬も買い物も全てポケモンがやっており、ジムも辺鄙な場所にあるため人前に姿をさらす事はほとんどない。ジムリーダー対抗戦ではジョウト側の主将を務め、エリカに勝利する。謙虚かつ優しい老人だが、得体の知れない部分をのぞかせている。
その正体は、第3章の事件の黒幕「仮面の男」。第3章から9年前にホウオウを使ってブルーとシルバーを誘拐し、自らの手駒になるよう修業を強要した張本人であり、彼らの師匠にして育ての親にあたる。自分のポケモンに対する愛情は深いが、それを貫き通すための手段は一切選ばず、自分の手持ち以外の全てを「道具」と呼び利用する冷徹な一面を持つ。「寂しいといった感情は捨てた」と断言しているが、一方でラジオ番組収録のために訪れたアカネと共闘した時には「久しぶりに楽しかった」と本音を漏らしていたり、ブルー・シルバーの脱走を聞いて複雑な思いを抱く面もあった。
実力はジムリーダーのみならず作中の登場人物の中でも飛び抜けており、本作において最強と断言できるほど。単独で各地のジムリーダーを破る実力を持つスイクン・ライコウ・エンテイを相手に勝利して封印したばかりではなく、ホウオウ・ルギアを本人が直接出向かずとも遠隔操作のみで捕獲し、意のままに操るほど。またスイクン達や6人の図鑑所有者の総攻撃を氷の壁でいとも簡単に防ぎ、氷人形でまとめて封じるなど、規格外の強さを見せつけた。ヤナギのポケモンが作り出す氷は溶けても空気中の水分を凝固して再生する性質を持ち、エンテイなどの特殊な炎でなければ完全に溶かし切る事ができない。
若い頃はオーキド博士・キクコ・ジョウトの育て屋夫婦・ガンテツとは仲が良い親友だった。氷原で自らの不注意により、可愛がっていた2匹のラプラス、ラ・プリス（♀）とラ・プルス（♂）を失い、その直後に2匹が遺したタマゴから孵った幼いヒョウガを抱いて悲しみと後悔に暮れ、ラ・プリス、ラ・プルスを取り戻すためにセレビィのときわたりの力を利用しようと考え、第3章の事件を引き起こす。
セレビィ捕獲のためにホウオウを捕えたが、スイクンらの尽力で解放された上、ブルーが自分の元から逃走した際に「時間（とき）のはざま」での活動に不可欠な「にじいろの羽」と「ぎんいろの羽」を盗まれる。うずまき列島でルギアを、スズの塔でホウオウを再び捕獲し、洗脳したロケット団残党を乗せたリニアモーターカーにジムリーダー達を隔離、セキエイ高原に2羽を呼び寄せて、自分の計画を暴露したゴールドとクリスを圧倒、ガンテツから時を捕らえる「GSボール」の製法を強奪し、リニアから駆けつけた「ホウオウ親衛隊」とパートナーをも撃破する。セレビィが現れるウバメの森でゴールドに正体を暴かれたが、時間のはざまに彼を封印し、集まった図鑑所有者6人を行動不能にした。セレビィを捕獲し過去へと旅立つが、封印から脱したゴールド・シルバー・クリスに追撃を受け、時間のはざまの中でゴールドのピチュの"超ライジングサンダー"を受けて氷の体が砕け散り、GSボールも破壊されてセレビィを手放してしまう。夢破れたかに思われたが、セレビィが思いを汲んでくれたのか、ヒョウガが生きているラ・プリスとラ・プルスのもとに辿り着いたところを見届け、直後に流れて来た、若い頃に自分を心配して親友達が作ってくれた歌・「ラプラスに乗った少年」に感銘を受け、涙を流しながらはざまの中に消えた。
その後の消息は不明だったが、第9章の終盤にてサカキ・ワタルと共に再登場を果たす。5年前のゴールド達との戦いの後、セレビィの意志によって時間のはざまの中で生かされており、セレビィが人間（ルビー）に着いて行くのを見届けながら、過去から未来まで様々な時代の出来事を見てきた。その中でジョウト・シンオウが消滅する未来を見たことで、セレビィに生かされ続けた理由を悟り、その運命を阻止するために外界へ呼びかけた。その呼びかけに応えたワタルが来るべき時に備えて動き始めた後、セレビィがウバメの森の祠に舞い戻る夜に共に現世に戻った。時間のはざまを長く旅した影響で、ディアルガの"ときのほうこう"が効かない体になっている。事件解決後はサカキにシルバーを誘拐した事を謝罪し、チョウジジムに戻った。
手持ちポケモン
ウリムー♂
特性：どんかん 性格：おっとり
技："こなゆき"・"ふぶき"
ヤナギの主力。進化こそしていないがレベルは相当高く、ジムリーダー対抗戦・最終戦（カツラの体調不良による繰り上げ）でエリカのポポッコを直ぐに戦闘不能に追い込み、ヤナギ自らが「仮面の男」として行動する時も、氷人形を形成したりスイクン達や図鑑所有者6人の総攻撃を、氷の壁を形成して防いでいる。
第9章でもヤナギの膝の上に乗せられながら登場し、ディアルガと戦った。ヤナギ同様"ときのほうこう"が効かない。
パウワウ×2

デリバード
技："ずつき"・"そらをとぶ"・"ふぶき"・"プレゼント"
「仮面の男」としての主力。腕を凍らせて刃物にしたり、いかりの湖を無数のギャラドスごと一瞬で凍らせる力を持つほか、スズの塔に出現したホウオウを相手に相性の悪さも関係なくヤナギからのモールス信号だけを頼りに張り合う実力がある。他には、デルビル・アリアドス・ゴースなど。
離脱
ヒョウガ（ラプラス）

## ホウエン地方
第4章に登場。劇中ではセンリを除き、アクア団・マグマ団とは出身地の土地事情から対策会議で対立していた。第13章では接近するグランメテオΔ破壊のために、迎撃チームとして招集される。
ツツジ
カナズミシティのジムリーダー。ストーンバッジを管理。エキスパートタイプはいわ。通称：「岩にときめく優等生」。
トレーナーズ・スクールを首席で卒業した才女。ポケモンに関する知識はジムリーダーの中でも随一であり、頭脳的なバトルを得意とする。ジム戦は毎週行われる筆記試験で1位になったトレーナーしか受け付けず、サファイアが筆記試験初の満点合格者だった。
優等生気質で才能あるエリートゆえに規律にうるさく、少々自信過剰気味で協調性に欠けている一面もあり、特にセンリには強い反感を抱いている。22巻終盤の描写から、トウキとは親しい関係にある模様。また、田舎者丸出しなサファイアの事はあまり快く思っておらず、彼女にバッジは渡したとはいえ、一般トレーナーでしかない彼女やルビーの事を戦力の足手まといと決め付けるなど傲慢な部分もあるが、事件解決後は2人を認めた様子。
ソライシ教授とは勉強仲間であり、本人が騙されていると知らずアクア団に協力していたため、アクア団を支持した。グラードンを止めるために普段とは違った乱暴なスタイルで行動を阻止していたが、マグマ団のカガリに一般人を人質に取られて動きが取れなくなりグラードンの停止を解かれてしまう。
手持ちポケモン
ノズパス♀
特性：じりょく 性格：いじっぱり
技："いわおとし"・"いわなだれ"・"かたくなる"・"とおせんぼう"
はがねタイプに対しては相性を覆すほど強力な磁力の効果を発揮するが、一方で地磁気の影響で常に北しか向けないという弱点も持つ。グラードンの進撃を"とおせんぼう"で止めていたがカガリのキュウコンに倒される。
ゴローン
技："いわなだれ"・"ロックブラスト"
ユレイドル
技："ねをはる"

トウキ
ムロタウンのジムリーダー。ナックルバッジを管理。エキスパートタイプはかくとう。通称：「格闘ビッグウェーブ」。
相手の力を利用する「柔の奥義」の使い手。四天王・シバとは親友。サーフィンが大好きで一見軽そうな若者に見えるが、実力は本物。サファイアとのジム戦後、遠征先でシバと再会し、「剛の奥義」を会得する。
やや短気で感情的になりやすい上に、思い込みの激しい面があり、センリに対しても彼が自身を含む他のジムリーダー達を見下していると考えている。また、海が増えてサーフィンができるからと言ってアクア団を支持するなど、やや考え方が軽率な面もある。ツツジのようにサファイアの事を見下しているわけではないが、高い実力ゆえに子供のサファイアやルビーを戦力に加える事を快く思っていなかった。
グラードンを止めるためにツツジやミクリと共に行動するが、マグマ団のホカゲに捕まり、幻覚攻撃で追い詰められるが会得した「剛の奥義」で応戦して引き分ける。
手持ちポケモン
マクノシタ♂→ハリテヤマ♂
特性：あついしぼう
技："カウンター"・"きつけ"・"つっぱり"・"ねこだまし"・"はたきおとす"
「柔の奥義」によって、敵の攻撃の勢いを利用してダメージを与える戦法が得意。自分からは滅多に攻撃しない。
ワンリキー♂→ゴーリキー♂
特性：こんじょう
技："きあいパンチ"・"リベンジ"

テッセン
キンセツシティのジムリーダー。ダイナモバッジを管理。エキスパートタイプはでんき。通称：「あっかるい電撃オヤジ」。
カラクリ大王とは「テッちゃん」「クリちゃん」と呼び合う親友同士の間柄。子供が大好きで、バトルを申し込んできた相手がどんなに弱くても、元気があるからという理由でご褒美にバッジを渡してしまうほど大らかな性格。どんな状況であろうとダジャレを口にするほどのダジャレ好き。
5年前にジョウト地方で行われる予定だった当時のセンリのジム試験の会場にいたため、センリの過去を知る唯一のジムリーダーでもあり、誤解されがちなセンリの数少ない理解者である。ジムリーダーの会議ではキンセツシティの土地不足の苦労からトウキと意見が対立し、マグマ団を支持した。
カイオーガを阻止するため、アスナや合流したナギと行動を共にする。シズクとの戦いではペリッパーを倒すが、ツチニンを「最高の一匹」と評しながらも弱さから"ほえる"でそれ以外の手持ちがいない事を確認し、進化したテッカニンにライボルトの"かみなり"を自ら避雷針となって相手に命中させるという、ホウエン最高齢のジムリーダーらしい覚悟の座った戦いをした。しかし、ツチニンが進化した際に手持ちに空きがあればヌケニンが生まれる事を知らず、勝ったと油断した隙を突かれて敗れる。気絶して海に沈んでしまうが、サファイアのえるるに助けられた。
手持ちポケモン
ラクライ♂→ライボルト♂
特性：ひらいしん
技："かげぶんしん"・"かみなり"・"じゅうでん"・"でんげきは"・"ほえる"
ビリリダマ

マルマイン

コイル×2

レアコイル

アスナ
フエンタウンのジムリーダー。ヒートバッジを管理。エキスパートタイプはほのお。通称：「火傷しそうな情熱の人」。
新米のジムリーダーで、先輩のジムリーダー（特にナギ）には敬意を表している。正義感が強く熱血漢な性格。祖父は昔四天王だったらしいが、どの地方どの世代に就いていたか不明。
サファイアに対しては当初ジム戦を次々とクリアしていた事によって対抗心を燃やしていたが、えんとつ山でアクア団のウシオに人質に取られ、助けられて行動を共にし友情が芽生える。このためにナギ以外で唯一サファイアを戦力とする事に賛成した。同時にえんとつ山の様子を見に来ていたマグマ団のホムラと協力して火山の復活を試み、一時的に復活させることはできた。
アクア団に襲われ、ホムラに協力してもらった事によってマグマ団を支持し（もっとも、えんとつ山での彼の言動を信じる方が自然である）、アクア団との戦いを決意。カイオーガを阻止するためイズミと戦うが、巧みな戦法に苦戦を強いられロコンを倒される。しかし、イズミのルンパッパの"しぜんのちから"を封じることには成功した。その後温泉が復活した際に、ホムラを見つけた。
手持ちポケモン
マグカルゴ♀
技："かえんほうしゃ"
ロコン
技："おにび"・"おんねん"

ナギ
ヒワマキシティのジムリーダー。フェザーバッジを管理。エキスパートタイプはひこう。通称：「世界にはばたく鳥つかい」。
ホウエン地方のジムリーダーのまとめ役のような存在。気丈で責任感が強く、女性だが青年のような口調で話す。ポケモンの背に乗って共闘する空中戦が得意。新米ジムリーダーであるアスナの事は頼りなく思っているが、同時に信頼もしている。ミクリとは元恋人同士で、別れた原因は互いの立場上からの価値観の相違だった様子。
ジム戦で唯一サファイアに勝利した人物であり、その事からヒワマキシティでは稽古を付けるためにサファイアから弟子入りを要求され、「先生」と呼び慕われている。ナギの方もツツジ達とは違い、サファイアの実力を認め、戦力として数えていた。後にルビーと絶交した事によるサファイアの気迫に押され稽古のバトルで敗北し、バッジを授ける。
アスナがマグマ団を支持した事と、彼女を信じたい気持ちから、アクア団との戦いを決断。ジムリーダー達の意見がまとまらず、ミクリに指摘された事もあって苛立ちを覚えていた。アクア団との戦いでは圧倒的な実力でウシオを倒したが、途中マツブサとアオギリに人質に取られ、ミクリが敗北する原因を作ってしまう。カイオーガ・グラードン騒動の後はミクリと元の鞘に納まった模様で、サファイアに追求されて照れ隠しをしている。
手持ちポケモン
チルタリス♀
特性：しぜんかいふく
技："かえんほうしゃ"・"ゴッドバード"・"そらをとぶ"・"リフレッシュ"・"りゅうのいぶき"・"りゅうのまい"
綿のような羽を活かして雲に隠れ、相手を奇襲する。
エアームド
技："エアカッター"・"きんぞくおん"
アメモース♀
特性：いかく
技："ぎんいろのかぜ"・"しびれごな"
アゲハント♀
特性：むしのしらせ
技："ふきとばし"
チルット♀
特性：しぜんかいふく
技："みだれづき"

フウ・ラン
トクサネシティのジムリーダー。マインドバッジを管理。エキスパートタイプはエスパー。通称：「神秘のコンビネーション」。
おくりび山老夫婦の孫の双子（男女）。「ホウエンポケモン協会」理事に「紅色の宝珠」「藍色の宝珠」の守護を任されていた。</ref>ため、ジムリーダーの集まりには参加できなかった。双子のコンビネーションを駆使したダブルバトルを得意とする。
おくりび山に近づく侵入者を追い払うため、マグマ団と得意のダブルバトルを繰り広げるが、ホカゲが作った幻覚だと知らず戦い続け、生死の狭間にいたところをアダンに助けられる。後にマボロシ島でアダンと共にルビー・サファイアを指導し、修行後サファイアにバッジを授けた。
手持ちポケモン
ダブルバトルでは、ルナトーンが敵を足止めし、その隙に能力を高めたソルロックが追撃する戦法を使う。
ルナトーン（ラン）
特性：ふゆう
技："いわなだれ"・"コスモパワー"
ソルロック（フウ）
特性：ふゆう
技："コスモパワー"・"サイコウェーブ"・"めいそう"
バネブー×2
技："じんつうりき"
二人の共通。ルビー・サファイアの特訓相手を務めた。

ミクリ
ルネシティの元ジムリーダーで、「目覚めのほこら」の守護者。エキスパートタイプはみず。通称：「水を愛するアーティスト」。終盤、旧チャンピオンダイゴからチャンピオンの座を託される。

アダン
ルネシティのジムリーダー。レインバッジを管理。エキスパートタイプはみず。
外国語混じりの日本語で話す紳士。ミクリの師匠であり、ミクリがチャンピオンの座を継いだ事を受けてジムリーダーに復帰する。
おくりび山でフウ・ランを救出した後、マボロシ島でルビー・サファイアを指導し、修行後サファイアにバッジを授けた。ルビーからは師匠の師匠ということで「大師匠」と呼ばれる。
手持ちポケモン
キングドラ
技："みずのはどう"
口から吹き出す水でスクリーンを作り、他の場所の様子を映す。
ラブカス

パールル♂

センリ
ホウエン最強の男と呼ばれる、トウカシティのジムリーダー。バランスバッジを管理。エキスパートタイプはノーマル。別名：「強さを追い求める男」。ルビーの父親であり、オダマキ博士の親友。
自分にも他人にも厳しい性格で、その言動から他人に誤解を与えてしまう事も多い。しかし、広い視野で物事を見極めようとする面もあり、他のジムリーダーの様にマグマ団・アクア団のどちらが悪かを決めつけることに否定的な態度をとっていた。バトル狂で感情のあまり受話器を素手で握り潰したり、ルビーを簡単に投げ飛ばすなどかなりの筋力を持つ。
高い実力を持ちながら、アスナと同じくまだ新米のジムリーダーだが、対照的にトレーナーとしての技量と経験は既にベテランの域を超しており、その実力はジムリーダーの中でも別格である。これは5年前、レックウザが逃亡した事件に関係している。それ以来流星の里をはじめとする各地を回って情報を集めていた。いつもジムを空けていたり、他のジムリーダーと協調する態度がほとんどないため、「ホウエンポケモン協会」やテッセン以外のジムリーダーからの評価は低い。特にホウエンポケモン協会の会長とは、協会がレックウザを捕獲して何らかの研究をしていた事もあって、未だに対立が続いている。
第4章から5年前、ジムリーダー試験を受けるため、家族を連れて試験会場に訪れた。試験直前に研究棟からレックウザが飛び立つのを目撃し、研究棟にいたヤナセの証言とボーマンダの傷を見て「ルビーがボーマンダを刺激した事で我を忘れて暴れ回った」と悟った。ルビーを守るため、自分がやったと嘘を言い、「ホウエンポケモン協会」から5年間のジムリーダー試験の剥奪とレックウザ捜索を言い渡された。レックウザ捜索のため、ジョウト地方を離れることになり、ルビーに「これからは自分で腕を磨け」と告げたが、幼さゆえ真相を考えるに至らなかったルビーは置いて行ったと思い込み父に反発するようになってしまった。
ルビーのポケモンコンテスト出場を反対していたが、彼が11歳を迎えたことを機に進む道を自分で決められる時期になったと判断し、ホウエンへの引越しをルビーの誕生日に重ね、祝いの席でコンテスト挑戦を許可しようと考えていた。しかし誕生日当日にルビーは家出してしまい、単独で捜索し天気研究所で発見する。壮絶な「親子ゲンカ」の末、ルビーに「必ずやり遂げろ」と言い残しナギに連れられて去っていった。
その後、独自の捜索の末にようやく発見したレックウザを連れてルビーと共にグラードン・カイオーガの暴走を止めるのに一役買うが、体力を消耗しきってしまい、アオギリ・マツブサの猛攻で一度は命を落としてしまう。しかしセレビィの力によってその死は回避され、事件解決後にサファイアとジムバトルを行いバッジを渡した（サファイア曰く、「体調が万全なら勝てなかった」とのこと）。
第13章ではゲンシグラードン・ゲンシカイオーガとの戦いで傷ついたルビーが体を休める流星の里に現れ、フーパの能力でレックウザが向かったとみられるジョウト地方へ目覚めたルビーと共に向かう。突如出現したレックウザがルビーと共にホウエン地方へ帰還してからはジョウト地方に残されるが、そのままグランメテオΔ迎撃に当たる。
手持ちポケモン
ナマケロ♂→（ヤルキモノ♂→）ケッキング♂
特性：なまけ（ナマケロ・ケッキング）、やるき（ヤルキモノ） 性格：なまいき
技："いばる"・"ビルドアップ"・"ふぶき"
センリの主力で、コンクリート製の階段をもぎ取る怪力の持ち主。特性は「なまけ」だが、ミツルとのバトルを除いて連続で攻撃しており、唯一特性が発生したそのバトルにおいてもパッチールの"スキルスワップ"を受けてやはり連続で攻撃している。
"いばる"使用時には声を固めて出す演出がなされていた。
ナマケロ♂→ヤルキモノ♂
特性：なまけ→やるき 性格：せっかち
技："きあいパンチ"・"つばめがえし"
回想シーンでは2匹ともナマケロでレックウザの攻撃を軽やかにかわしていたが、直後に吹き飛ばされた。
パッチール♂
特性：マイペース
技："スキルスワップ"・"フラフラダンス"
ミツルとのバトルで使用。
メブキジカ（ふゆのすがた）
技："ウッドホーン"
第13章に登場。
ムクホーク
特性：いかく
技："いのちがけ"
第13章に登場。フライゴンに代わる新たな飛行要員。
離脱
フライゴン♂
ミツルとの修行の際に譲った。

## シンオウ地方
第7章に登場。ジム戦のルールは使用ポケモンは決まっているが「入れ替え」「勝ち抜き」「ダブルバトル」から挑戦者が選べる。やりの柱における戦いに参加していたがサポートに徹していたトウガンと、そもそも戦いに不参加だったデンジ以外のジムリーダーは、ディアルガ・パルキアの攻撃で絶対安静の重傷を負ってしまったが、第8章終盤に無事回復した姿が見られる。
ヒョウタ
クロガネシティのジムリーダー。コールバッジを管理。エキスパートタイプはいわ。通称：「ザ・ロックと言われる男」。
父と共にトンネル掘りのエキスパートであり、クロガネ炭鉱の作業員もまとめる実力者で、年上の鉱夫からも慕われている。一時期、ジムを留守にしてハクタイシティに化石採集に行っていた。うっかり者の父・トウガンとは異なり、しっかりした性格の持ち主。
プラチナのジム戦は2匹使用の入れ替え戦。プラチナを追い詰めるもダイヤとパールの漫才からヒントを得たプラチナに敗れる。
父のトウガンから緊急収集を受けるとやりの柱に向かい、メリッサと共にサターンを倒した。その後は他のジムリーダーと共にアカギの足元から奇襲し、赤い鎖の片方を破壊した。
手持ちポケモン
イワーク
特性：いしあたま
技："すてみタックル"・"ステルスロック"・"たたきつける"
ズガイドス♂→ラムパルド♂
特性：かたやぶり
技："かげぶんしん"・"しねんのずつき"・"でんげきは"
タマゴから育てた。ダイヤ達がミオシティに到着した時点で進化した。

ナタネ
ハクタイシティのジムリーダー。フォレストバッジを管理。エキスパートタイプはくさ。通称：「映える緑のポケモン使い」。
パールにも呆れられるほど人の話を聞かず話を進めるきらいがあり、お化けが苦手なようである。ただしバトルの腕前は本物で自分のポケモンを敵からできるだけ遠ざけ、遠隔攻撃で一方的にダメージを与える戦い方を好む。しかしその戦法を利用されてプラチナに敗北した。
プラチナのジム戦は2匹使用のダブルバトル。
トウガンからの緊急収集を受けてやりの柱に向かい、マキシと共にマーズを倒した。その後は他のジムリーダーと共にアカギの足元から奇襲し、赤い鎖の片方を破壊した。その後は重傷を負いながらもプラチナにチュリムを渡した。
手持ちポケモン
ロズレイド♀
特性：どくのトゲ
技："くさむすび"
いばらのツルを両手から出し、地中を通して相手を狙い打つ戦法が得意。自身は攻撃を避けるため、かなり距離を置いて戦う。
離脱
チェリンボ♀→チェリム♀
特性：ようりょくそ→フラワーギフト 性格：すなお 個性：おっちょこちょい
技："くさむすび"
相手の足場を崩して間合いを詰められないようにし、ダブルバトルではロズレイドをサポートする。
やりの柱でギンガ団と戦っている時に進化。その後、プラチナに譲られた。

メリッサ
ヨスガシティのジムリーダー。レリックバッジを管理。エキスパートタイプはゴースト。
「魅惑のソウルフルダンサー」の通称を持ち、コンテストにも精通している。イケイケ気質だが、汚い事は許さない正義の心も持っている。自分の強さに絶対の自信を持っている。パール&ダイヤモンドの漫才には大ウケしていた（お気に入りはヨスガいいさ）。
プラチナがコンテストを楽しむ姿を見ており、プラチナに嫌がらせしていた人物を追い払った後に出会う。その際にウージ達を先程の嫌がらせをしていた相手だと勘違いしてプラチナ達を連れてその場を去る。ジム戦では幻覚を見せてプラチナを追い詰めるもパールとダイヤの姿からヒントを得た戦法に敗れる（ジム戦で外部が手伝う事は禁止であり、彼らの行動は怪しいラインだったがメリッサが自分の負けと認めた）。
プラチナのジム戦は3匹使用の入れ替え戦。
トウガンからの緊急収集を受けてやりの柱に向かい、ヒョウタと共にサターンを倒した。その後は他のジムリーダーと共にアカギの足元から奇襲し、赤い鎖の片方を破壊した。
手持ちポケモン
フワライド♀
特性：ゆうばく
技："あやしいかぜ"・"そらをとぶ"
メリッサの空中移動手段。ダイヤ達が幾度となく世話になり、ヨスガシティからミオシティに移動する時よりダイヤの一時的な手持ちになっていたが、シンジ湖での戦いでダイヤが飛行艇に乗りこむ時にるー・りーと共に別れ、湖に落ちた2匹の救出を手伝う。
その後、アヤコからパールに渡され、ギンガトバリビルで再びダイヤに渡った後、やりの柱でメリッサの元に戻る。
ムウマージ♀
特性：ふゆう
技："あくのはどう"・"エナジーボール"・"トリックルーム"
コンテストで優勝した経験がある。呪文のような鳴き声により相手に幻覚を見せる戦法を使う。
ヨマワル♀
特性：ふゆう
ヨノワールに進化するための「れいかいのぬの」を持たされている。カンナギタウンでダイヤ・パールを助けた。

スモモ
トバリシティの新米ジムリーダー。コボルバッジを管理。エキスパートタイプはかくとう。通称：「はだしの天才格闘娘」。
手持ちポケモンはパワーとスピードを兼ね備えている。自身もポケモンと共に体を鍛え、己がジムリーダーに選ばれた責任を持って鍛錬に励む。相手へ話しかける時や、心の声は敬語。パール達よりも年下。毎日の食事は木の実1個のみであり、空腹に耐える事によって力を研ぎ澄ませているという。その方針に則り、スモモの父親やジムのトレーナーも常に空腹の様子。その信念から、常に満たされているプラチナに対して闘志を燃やす。
夜のランニングの途中、カジノで当てたコインの景品「フォーカスレンズ」の性能を試していたパールのサルヒコ（モウカザル）が放った"ひのこ"の威力と、レンズの性能の高さからサルヒコを相手に望んだ。プラチナとのバトルでは攻撃を命中させないように戦っていたが、スロットで動体視力を極めたプラチナに動きを見切られ敗北した。
その後、プラチナのキッサキジム戦を観戦し、プラチナ・スズナと「薄着女子トリオ」を結成。エイチ湖でユクシーの保護をしようとするが、ジュピターに敗北。後にテンガン山のやりの柱でリベンジを果たす。その後は他のジムリーダーとアカギを奇襲し、赤い鎖の片方を破壊する。そして駆けつけたプラチナにデンジから預けられていたパチリスを渡した。
プラチナのジム戦は2匹使用の入れ替え戦。
手持ちポケモン
リオル♂
特性：せいしんりょく
技："いわくだき"・"しんくうは"・"ドレインパンチ"・"はっけい"・"はどうだん"
動きが素早く、"いわくだき"で地面を砕き、岩の破片を舞い散らせて相手を撹乱する。
アサナン♀
特性：ヨガパワー
技："がんせきふうじ"・"サイコカッター"・"バレットパンチ"・"パワースワップ"
一時手持ち
パチリス♀
デンジから預けられ、やりの柱でプラチナに渡される。

マキシ
ノモセシティのジムリーダー。フェンバッジを管理。エキスパートタイプはみず。通称：「ウォーターストリームマスクマン マキシマム仮面」。
豪放で心優しい性格。ジム内の掃除は自ら行い、バトルによるファイトマネーは人やポケモンのために使い、「鍛えた強さは人のために使う」の信条を有言実行している事で住人達から尊敬されている。挑戦者と戦う時はいつもマスクを着けるようにしていると言うが、うっかり着け忘れる事もある。
ギンガ爆弾が落とされ干上がったリッシ湖に現れてコイキング達を助けるために、フローゼル・ヌオーの"あまごい"で大雨を降らせ、パールに一晩稽古をつける。パールからは「お師匠」と呼ばれ、全てが解決した後はご褒美に歌をプレゼントすると約束した。パールの父親であるクロツグとは共に修行する仲でもあった。
ジム戦は決まっており、基本は3匹エントリーしてから2匹使用する入れ替え戦。何をエントリーしたか分かるが、どの2匹かは分からなくなっている。またマキシ本人が勝負を盛り上げるためにその場のノリで突然ルールを追加・変更する事もある。プラチナとのバトルではサファリゲームで手に入れていたヒントで敗北した。その際に自分の事を絶賛され赤面していた。
トウガンからの緊急収集を受けてやりの柱に向かい、ナタネと共にマーズを倒した。その後は他のジムリーダーと共にアカギの足元から奇襲し、赤い鎖の片方を破壊した。
第8章では重傷のため病院で気絶していたが、やりの柱に向かう前に約束通りパールの歌を作っており、看護師経由でパールにレコーダーが渡された。
手持ちポケモン
ギャラドス
ジム戦での出番はなかった。
ヌオー♂
特性：しめりけ
技："あまごい"・"ふぶき"
動きは遅いが、自分の体重より重いるー（ドダイトス）を持ち上げる力がある。
フローゼル♂
特性：すいすい
技："あまごい"
プラチナのエンペルトと激しい水上戦を繰り広げた。
ネオラント
技："アクアテール"
回想でクロツグのズガイドスと戦っていた。

トウガン
ミオシティのジムリーダー。マインバッジを管理。エキスパートタイプははがね。
ヒョウタの父親。手にしているスコップがトレードマーク。最近、町に頻繁に出入りしている怪しい一団の事を一人で調べていた。几帳面な息子と違って大まかな雰囲気で物事をとらえる傾向があるためよく早トチリし、少々迂闊な一面を他のジムリーダーに度々叱責されている。反面、野生の勘が凄まじい。
ベルリッツ氏が行方不明になった事件が起きたすぐ後に、ジムに朝早く入って来たプラチナ達を誤解して対決した。その後、ダイヤ・パールの正体を知ったプラチナの混乱やベルリッツ氏達との話し合いにも立ち会い、ナナカマド博士とベルリッツ氏の警護を行う。
最終決戦の当日に、親類の地下おじさんが開発した「たんけんセット」によってシンオウ地下に張り巡らされている「ちかつうろ」を使い、ギンガ団のSHITAPPAやシャカピーの警戒をすり抜けてテンガン山の麓の一点まで各地に散らばっているジムリーダー達を送り届け、更に地下おじさんのダグトリオ達と共に地下をやりの柱まで掘り進み、地上に出たジムリーダー達を地下からサポートする作戦を立てた。自身はサポートに回っていた事もあり、地上のジムリーダーとは違い大きな怪我を負う事はなかった。
手持ちポケモン
ドータクン×2
技："しっぺがえし"・"じんつうりき"
ジム戦ではプラチナのエンペルトの"アクアジェット"を逆手に取った"しっぺがえし"で倒したが、ポニータに倒された。ジム戦以外ではプルートを挟み撃ちにするが、すぐに逃げられた。
離脱
タテトプス♂
特性：がんじょう 性格：しんちょう 個性：ちょっぴりごうじょう
トウガンには懐かなかったが、ダイヤにはすぐ懐いたため譲った。

スズナ
キッサキシティのジムリーダー。グレイシャバッジを管理。エキスパートタイプはこおり。通称：「ダイヤモンドダスト・ガール」。
情熱的な性格であり、自分との勝負を不真面目に取り組んだプラチナを戦いながら戒めた。その後、プラチナ・スモモと「薄着女子トリオ」を結成。エイチ湖でユクシーを保護しようとするが、ジュピターに敗北。後にテンガン山のやりの柱でリベンジを果たす。
プラチナのジム戦は3匹使用の入れ替え戦。
手持ちポケモン
ユキノオー♀
特性：ゆきふらし
技："きあいだま"・"こおりのつぶて"・"ロッククライム"
ユキカブリ♀
特性：ゆきふらし
技："タネばくだん"
離脱
ユキメノコ♀
特性：ゆきがくれ 性格：れいせい 個性：とてもきちょうめん
技："めざましビンタ"
スズナに「とっておき」のポケモンと自称させていた。ジム戦ではプラチナのミミロップを倒し、ギャロップも戦闘不能寸前に追い詰めるも、"いやしのねがい"で回復したギャロップに倒される。その後、やりの柱でプラチナに託される。

デンジ
シンオウ最強と言われるナギサシティのジムリーダー。ビーコンバッジを管理。エキスパートタイプはでんき。
常に気怠そうにしており、集団行動には従わない。スモモ曰く、時間にルーズで約束の時間に来ない事が多いらしい。一度強いと認めた相手とのバトルでは普段とは全く違った素振りになる。手ごたえのある挑戦者がいなくてジムを改装し、町全体の電力を独り占めにしてナギサシティに大停電を起こした。
トウガンから連絡を受け、ナギサシティから「おくりの泉」へ出発する。しかし、説明不足で強者と勝負できると思っていたが、修行を付けるためだと知り帰ろうとした。だがプラチナの本気を感じ取ったのかバトルを通して敵の強さと知識を伝えられ、それを敗北に関わらず十分に得ていたプラチナに興味を持ち、バトルを続けてエレキブルが倒された後にバッジを渡しスモモとスズナの稽古を引き受けた。その後スモモにパチリスをプラチナに渡すように頼んだ。
トウガンから緊急召集のメールを受けてはいたがメッセージを削除し、やりの柱へ行かなかった。スモモ・スズナと別れた後におくりの泉での異変に気づいたその後、オーバからの連絡でバトルゾーンに渡る。そこでの1ヶ月間はオーバとのタッグで何戦ものバトルをこなし、おくりの泉から「やぶれた世界」に入り、ギラティナと戦った。オーバとの同時攻撃を跳ね返され倒されたかに見えたが、即座に立ち上がり再度挑もうとする。しかし、他の伝説のポケモンにギラティナが狙いを定めて向かってしまったことで中断されてしまう。その後はどうにかしてギラティナを追いかけていたようで、プラチナ達を襲おうとしたところに攻撃をしかけギラティナを倒した。
質の悪い冗談を言ったオーバの内股を叩いたり、「しのびねーな！」と言われて「かまわんよ！！」と言い返す某漫才師のような掛け合いをする。
第10章にも、シキミの取材メモの中に顔写真付きで登場している。
手持ちポケモン
ライチュウ♂
特性：せいでんき
技："10まんボルト"・"ひかりのかべ"・"ほうでん"
エレキッド
特性：せいでんき
技："きあいパンチ"
エレキブル♂
特性：でんきエンジン
技："かみなりパンチ"・"ほうでん"
離脱
パチリス♀
特性：にげあし 性格：きまぐれ 個性：こうきしんがつよい

## イッシュ地方
第10章に登場。ポッド・コーン・デント・シャガ以外のジムリーダーはダークストーンの護衛のためにダークトリニティと戦うが、ハチク以外は拉致され行方不明となる。しかし、シャガとのジム戦でカトレアのポケモンのエスパーの力でジムリーダー達の精神波をキャッチして交信し、気落ちしていたブラックに呼びかけ、シャガに勝利するきっかけを作った。Nの城で人質に取られていたが、ブラックの応援に来た一般トレーナー達によって救出された。
第11章では、ハチクの様にジムリーダーを辞し別の道を選んだ者達が続出したことで、8つのジムを再編しようとする動きが見られており、チェレンが滞在するヒオウギシティもその候補に挙がっている。
ポッド・コーン・デント
サンヨウシティのジムリーダー。トライバッジを管理。通称：「トライアルトライアングル」。
ジムを兼ねたレストランを経営している三つ子の兄弟。パフォーマンスを交えた、それぞれのポケモンによって作られる紅茶が看板メニュー。タイプ相性を新人トレーナーに教えるためにと、特別なルールを3人で守っている事に誇りを持っている。
本来は一人を指名して戦うルールだが、ブラックとのジム戦では特別にチェレンとベルを交えた3対3のトリプルバトルを繰り広げた。
総力戦には間に合わなかったと思われていたが、実際はダークトリニティを追うために敢えて参加していなく、また戦いを予測して更なる力を得るために、「ほのおのいし」「みずのいし」「リーフのいし」を探す目的もありP2ラボで交戦中に進化させた。
第11章ではヤーコンやシャガと共に、プラズマ団が凍結させたソウリュウシティで市民の避難・救助に尽力する。
手持ちポケモン
バオップ♂→バオッキー♂（ポッド）
特性：くいしんぼう
技："ふるいたてる"・"やきつくす"
ヒヤップ♂→ヒヤッキー♂（コーン）
特性：くいしんぼう
技："ふるいたてる"・"みずでっぽう"
ヤナップ♂→ヤナッキー♂（デント）
特性：くいしんぼう
技："つるのムチ"・"ふるいたてる"

アロエ
シッポウシティのジムリーダー。ベーシックバッジを管理。エキスパートタイプはノーマル。通称：「ナチュラルボーンママ」。
ジムを兼ねた博物館の館長でもあり、夫のキダチも博物館員を務めている。姉御肌の肝の座った性格。
ブラックとのジム戦後、ヤーコンが発掘したダークストーンを受け取り、それがゼクロムそのものである事を突き止めた。ダークストーンの護衛の中心人物として「作戦」を実行し、自身もキダチ共々ダークトリニティに捕らえられるが、一時的にダークストーンを守ることには成功した。
手持ちポケモン
（ヨーテリー♀→ハーデリア♀→）ムーランド♀
特性：いかく
技："こおりのキバ"・とっしん"・"とっておき"・"ほえる”
ヨーテリー時からの名残で、髭で相手の攻撃を察知できる。
ミネズミ
技："かたきうち"
発達した視力を生かし、相手の手持ちを見定めてサポートする。

アーティ
ヒウンシティのジムリーダー。ビートルバッジを管理。エキスパートタイプはむし。通称：「モストインセクトアーティスト」。
芸術家でもあるが、アイリスからは観察眼がないと指摘されている。シッポウシティで創作活動をしていた中、ドラゴンの骨盗難事件を追う過程でブラックと知り合う。
ヒウンシティでのプラズマ団の暗躍を防げなかったことから、ダークストーン防衛作戦にはかなり乗り気だった。
手持ちポケモン
フシデ♂

ホイーガ
特性：どくのトゲ
技："おいうち"
イシズマイ
特性：がんじょう
技："うちおとす”
むしタイプが苦手とする相手への切り札となる。
ハハコモリ
特性：ようりょくそ
技："いとをはく"・"むしのていこう"・"リーフブレード"
粘着性の高い糸で相手の動きを封じてからの接近戦を得意とする。

カミツレ
ライモンシティのジムリーダー。ボルトバッジを管理。エキスパートタイプはでんき。通称：「シャイニングビューティー」。
モデル兼アイドルとして、イッシュ地方を股にかけて活躍する美女。幼い頃からでんきタイプのエキスパートを目指しており、伝説のでんきポケモンであるボルトロスに憧れ、探し回った事がある。
ライモンシティ芸能企画の会議でホワイトと知り合い、気に入っている。バトルでは、"ボルトチェンジ"を用いた一撃離脱の戦法を得意とする。
プラズマ団のためにホドモエの跳ね橋の通行が通常に行われなくなっている状況を憂慮し、ダークストーンの防衛に参加する。
第11章ではフウロの飛行機に乗ってプラズマ団が凍結させたイッシュ各地で救助活動を行い、ホドモエのPWT建設予定地にいたペタシとヒュウの妹を救助する。
手持ちポケモン
シママ→ゼブライカ
特性：でんきエンジン
技："ニトロチャージ"・"ボルトチェンジ"・"ワイルドボルト"
陸上の移動要員。回想シーンのカミツレの幼い頃はシママだった。
エモンガ♂♀×2
技："アクロバット"・"つばめがえし"・"ボルトチェンジ"
2匹でカミツレの飛行要員にもなる。

ヤーコン
ホドモエシティのジムリーダー。クエイクバッジを管理。エキスパートタイプはじめん。通称：「アンダーグラウンドボス」。
本業は鉱山開発業で、「鉱山王」と呼ばれる社長。少々短気でせっかちな性格。リゾートデザートの採掘中に偶然ダークストーンを発掘し、アロエに調査を依頼した。
自分に化けてイタズラをしていたゾロアに対してブラックが暴言を吐いていた事から当初は印象が悪かったが、戦闘中にゴーラとの関係を変化させた事や自身をも囮に使う戦法から「面白いヤツ」と思うようになり、ブラックをダークストーンを狙うプラズマ団との戦いに同行させる事を決める。
第11章ではプラズマ団が凍結させたソウリュウシティで市民の避難・救助に尽力する。
手持ちポケモン
ワルビル
特性：じしんかじょう
技："すなじごく"
熱を見る能力で、暗闇でも相手の姿をとらえる事ができる。
ガマガル
特性：すいすい
技："ハイパーボイス"
激しい水流と長く粘りのある舌で締め付る攻撃が得意。
ドリュウズ♂
特性：すなかき
技："あなをほる"・"ドリルライナー"
地中を高速で掘り進み、地上の敵を様々な方向から攻撃する。

フウロ
フキヨセシティのジムリーダー。ジェットバッジを管理。エキスパートタイプはひこう。通称：「大空のぶっとびガール」。
飛行機のパイロットでもあり視力がとてもよく、ポケモンミュージカルの一件でホワイトを手助けしている。純粋な性格だが行動がかなり極端で、アーティからは「100か0の女」と称されている。
ブラックとはダークストーン防衛作戦前にタワーオブヘブンで出会う。ブラックが鳴らしたタワーオブヘブンの鐘の音のにごりから不安と焦りを見抜き、その実力を知るためにジム戦を行う。その中で、ブラックが迷いを吹っ切った事を確認し作戦参加を認めた。
第11章では飛行機にカミツレを乗せてプラズマ団が凍結させたイッシュ各地で救助活動を行い、ホドモエのPWT建設予定地にいたペタシとヒュウの妹、そして着陸時に轢きそうになったハンサムとラクツの手持ちを救助する。
手持ちポケモン
ひこうタイプの特性を生かすためスピードを極限まで鍛えている。
ココロモリ
特性：てんねん
技："エアカッター"
スワンナ♀
特性：するどいめ
技："バブルこうせん"・"ぼうふう"・"みずあそび"
ダークストーンの防衛作戦時などではブラックを運搬している。
ケンホロウ♀
特性：はとむね
技："エアスラッシュ"・"かまいたち"
♂より優れた飛行能力を持つ、フウロ自身の飛行要員。

ハチク
セッカシティの元ジムリーダー。アイシクルバッジを管理。エキスパートタイプはこおり。
仮面を付けた男性。至って無口且つ無表情な性格で、常に冷静な態度を取っている。若くして武術を極めアクションスターをしていたが、大けがを負った事を機にジムリーダーに転向する。
ブラックとはダークストーン防衛作戦前にタワーオブヘブンで出会う。ダークトリニティを相手に圧倒的な実力を見せるが、ボルトロス・トルネロス・ランドロスにより他のジムリーダー達が捕らわれた際に、氷人形を作って辛うじて逃げ延び、その後はシャガの頼みでブラックを鍛える。
戦力を少しでも強化するためにブラックに特訓を施す事自体には協力的だが、レシラムを強制的に目覚めさせる事に対しては否定的。また、その修行と並行してプラズマ団の本拠地を捜索している。ポケモンリーグではホワイトにプラズマ団の情報調査を依頼した。Nの城でキダチの代わりに捕らえられたが、ブラックの応戦に来た一般トレーナー達によって救出された。
第11章ではジムリーダーを辞退し、「人びとに夢を与えたい」とポケウッドで俳優業に復帰している。怪人ハチクマンとして、ファイツの演じるタマゲタケガールと戦った。
手持ちポケモン
フリージオ
特性：ふゆう
強靭な氷の鎖を編み出して相手を拘束する技が得意。苦手なはずの炎の攻撃を受けても水蒸気に変化して姿を消し、奇襲を仕掛ける事ができる。
バニリッチ×3
特性：アイスボディ
技："あられ"
ブラックのムシャ・チュラ・ゴーラの特訓相手を務めた。ジム戦では1匹のみ使用。
ツンベアー
特性：ゆきがくれ
技："きあいだま"・"ばかぢから"
あられに身を隠しながら、凍らせて攻撃距離を伸ばした爪を使った肉弾戦を得意とする。
一時手持ち
第11章でポケウッドの撮影に使用。
ばーばら（バルチャイ♀）（ホワイト）

コマタナ

シャガ
ソウリュウシティのジムリーダー。レジェンドバッジを管理。エキスパートタイプはドラゴン。
背格好の良い体格をした老人。ソウリュウシティの市長でもあり、チャンピオンのアデクとは知り合い。アイリスをジョウト地方の「竜の里」から次期チャンピオン候補として、1年以上弟子として預かっている。威厳のある人物だがアイリスには優しく、「おじいちゃん」と呼ばせている。アロエの依頼でライトストーン・ダークストーンについて調査と研究をしていた。
ブラックがライトストーンに選ばれた可能性にかけ、ハチクにブラックの修行相手を依頼する。また、所在のつかめないプラズマ団をおびき寄せるため、ポケモンリーグの開催を本来予定されていた3カ月後から1週間後へと変更すると発表した。
ブラックにとって8個目のバッジとなるジム戦はポケモンリーグ開会式の当日で、本戦は始まっていないと言うブラックの「屁理屈」からジムではなくリーグ会場で行い、その敗北後に32人目のリーグ参加者と認めた。
第11章では、イッシュ伝説の再調査を乗り出してキュレムの存在を知り、ゲーチスがイッシュ制圧に乗り出す時に備えて七賢人アスラから情報提供を受けていた。また、調査のためにジムリーダーの座を一時期アイリスに譲っており、チェレンをトレーナーズスクールの教師として薦めている。プラズマ団がソウリュウシティを凍結させた際には、市民の避難・救助の陣頭指揮をとる。
手持ちポケモン
クリムガン♂
特性：ちからずく
技："ドラゴンテール"・"りゅうのいかり"・"ロッククライム"
狭い直線状の通路での戦闘が得意。

アイリス
ソウリュウシティの代理ジムリーダー。レジェンドバッジを管理。エキスパートタイプはドラゴン。通称：「竜の心を知る娘」。
第11章にて一時シャガの代理を務めていた様子。

ホミカ
第10章後に就任した、タチワキシティの新任ジムリーダー。タチワキシティを中心に活動するバンドチームのギタリストでもある。ラクツの依頼でポケモンスクールの合唱コンクールの審査員を引き受ける。
その後のヒウンシティ行きにも同行したが、その際にプラズマ団との戦いに巻き込まれ氷漬けにされた港で学生達と一緒に倒れていたがバンジロウに保護され、セイガイハシティでのプラズマ団迎撃作戦に参加する。
手持ちポケモン
ホイーガ♀

シズイ
イッシュリーグでベスト8に残ったトレーナーの一人。セイガイハシティ出身で、博多弁に似た口調で話す。通称：「海よりも海な男」。おおらかな性格だが、ブルンゲルを直接担げる力や水の匂いでポケモンの生息地を見抜くほどの嗅覚を持っている。
ポケモンリーグでフードマンと交戦し、敗北する。その後、話しかけてきたホワイトにフードマンがバッジを集めていない事やチェレンが怪しい事を教えた。
第11章ではセイガイハシティのジムリーダーに就任。停学明けでヒウンシティへ向かうバンジロウを送る途中、プラズマフリゲートからの凍結攻撃に巻き込まれたトレーナーズスクールの面々をマリンチューブに保護する。
手持ちポケモン
プルリル♂→ブルンゲル♂
特性：のろわれボディ
技："じこさいせい"・"ねっとう"

## カロス地方
第12章に登場。フレア団の活動が活発化した事を受けてビオラ・コルニ・シトロンを除く全員が集結し、ワイと協力して最終兵器の完全発動を阻止してカロスの人々を救ったが、マスコミにも強く根を張るフレア団の策で流されたデマによって「ジムリーダーとアサメタウンの子供達がセキタイタウンを壊滅に追い込んだ」と報道されたため、全員が指名手配されてしまい、実質壊滅状態になってしまった。その後は身を隠しながら救援活動を行っていたが、最終決戦では各地のフレア団の元へ向かい彼らの野望を阻止するために活躍した。しかし、決戦後も彼等への嫌疑は未だ晴れておらず、それぞれ信頼回復に奔走している。
ビオラ
ハクダンシティのジムリーダー。エキスパートタイプはむし。通称：「笑顔を見逃さないカメラガール」。
ジャーナリストのパンジーの妹で、自身もカメラマン。スカイトレーナーのワイの取材で、パンジーと共にアサメタウンに訪れていたが、ゼルネアスとイベルタルの争いを取材する。
サナが「フレア団」のコレアに操られ、ワイを襲撃しようとした所を庇い負傷するが、コルニの助っ人もあって追い返す。その後、ミアレシティに帰ったパンジーにエックス達の手助けを頼んだ。その後は編集長に暗殺されかかったパンジーと共に地方外へ逃亡を余儀なくされていたが、最終決戦時に帰還しシトロンやビビヨニスト達と共に10番道路で生体エネルギーの吸収作業を行っていたフレア団に戦いを挑んだ。
手持ちポケモン
ビビヨン♀（はなぞののもよう）
技："しんぴのまもり"・"ちょうおんぱ"・"てをつなぐ"・"ふんじん"
エックスのガルと戦った。
アメタマ
技："ねばねばネット"
フレア団のコレアを拘束した。

コルニ
シャラシティのジムリーダー。エキスパートタイプはかくとう。
ローラースケート普及協会の会員でもあり、ローラースケートの技もかなり高い。サナが「フレア団」のコレアに操られる中、ビオラに呼び出されて助っ人に入る。
代々メガシンカの継承を取り仕切ってきた一族の生まれであり、自分は「継承式」で祖父であり師匠のコンコンブルから「メガグローブ」を継承したため、ハクダンシティでのフレア団と戦いでは正式にメガリングを受け取っていないエックスを当初は認めていなかったが、コンコンブルに諭された事もあって再会後は認めている。二度目のコレアとの戦いでは腐敗しきってしまったカロスの真実を知り絶望するも、それでも皆を助けたいとギルガルドを倒して洗脳されていたアサメタウンの住人を救う。しかし、ヒトツキの奇襲を受けて重傷を負ってしまい、気を失いキーストーンを奪われてしまった。その傷と強い精神的ショックから昏睡状態に陥ってしまう。最終決戦後に無事に目を覚まし、正式な継承式を行うためエックスをシャラシティまで呼びよせる。
手持ちポケモン
リオル♂→ルカリオ♂←→メガルカリオ♂
特性：?←→てきおうりょく
技："グロウパンチ"・"はどうだん"・"バレットパンチ"・"ボーンラッシュ"・"みやぶる"
メガシンカ時は波導が強化され、全身から放たれる波導でギルガルドの霊力による精神支配から周囲の人々を守ることができる。コルニが倒れた後はエックス達と同行しており、最終決戦時にはサナと共闘し、主人の仇であるコレアを撃破した。

ザクロ
ショウヨウシティのジムリーダー。エキスパートタイプはいわ。
色黒で個性的な髪型の男性。ボルダリングやサイクリングが趣味で、ショウヨウシティのサイクリング＆ボルダリングコースの管理人も務めている。シトロンとは友人関係で、初登場時はミアレシティの停電問題で悩む彼にでんきポケモンの生息地を教えており、消息を絶った時は身の安全を心配していた。
手持ちポケモン
アマルルガ♂

ガチゴラス

シトロン
ミアレシティのジムリーダー。エキスパートタイプはでんき。
「カロスの発明王」を自負する眼鏡をかけた少年。妹のユリーカがジムの留守番をしている。フラダリに関しては同じエンジニアとしては尊敬していた部分はあった様子。
ショウヨウシティを訪れた時にザクロと共にサキが赤スーツの集団に連れ去られるところを目撃する。ミアレシティへと帰る途中、「ライボルトナイト」を探すエックス達に出会い捜索に協力していたが、赤スーツの襲撃により倒木の下敷きになってしまう。ワイのさいさいに助け出され、母親の消息を伝えようとしていたが、好奇心からクロケアが捕らえたニャスパー達の耳の下を覗いたためサイコパワーでどこかに吹き飛ばされる。気を失っているところをフレア団に拘束、奪われたポケモンを人質にされクセロシキに機械の開発を強要される。開発後は用済みとしてゴミ焼却場に捨てられるが何とか脱出、自身が落した眼鏡に映し出されたモニターを頼りにセキタイに向かいアジトに侵入したサナ達に救助され、最終兵器のカギを抜こうとする3人を援護した。その後、最終決戦では妹やパンジーと10番道路へと向かい、"エレキフィールド"で「ねむり」の結界を突破してビオラ達を目的地まで送り届けると共に、生体エネルギー吸収装置の破壊を行なった。
容姿はアニメ版同様、眼鏡が透き通っているデザインとなっている。
第14章では、ロトムの能力に着目した新しいポケモン図鑑の製作を行っていた事がククイ博士の口から語られている。
手持ちポケモン
エレザード♂
技："エレキフィールド"
シトロンがフレア団に捕まった時は活躍できなかったが、最終決戦では「でんき組」の主力としての役目を全うした。

フクジ
ヒヨクシティのジムリーダー。エキスパートタイプはくさ。
ベレー帽を被った非常に小柄な老人。ガーデナー歴50年以上のベテランで、読書家でもある。
手持ちポケモン
ゴーゴート♂
技："ウッドホーン"
ワタッコ

マーシュ
クノエシティのジムリーダー。エキスパートタイプはフェアリー。
振り袖を着ている女性。緊急事態の中でもマイペースな性格。京都弁のような口調で話し、動く度に擬音が出る。地元のボール工場にフレア団が出入りしているのを不審に思い、調査を進めていた。クノエシティの病院にてザクロ・ゴジカと共にワイ達と合流。セキタイタウンでは後述のバリヤードの能力でジムリーダー達をサポートした。
手持ちポケモン
バリヤード♀
ナツメのバリヤードと同様の空気を固めて足場を作る能力で飛べないポケモンを浮かせたり、バリアーで最終兵器の爆風を防いだ。

ゴジカ
ヒャッコクシティのジムリーダー。エキスパートタイプはエスパー。
褐色肌で個性的な格好をした女性。予知能力の持ち主で、トロバ達に最終兵器のコントロール部分が地下にある事を教えた。
手持ちポケモン
ニャオニクス♀

ヤドキング

ウルップ
エイセツシティのジムリーダー。エキスパートタイプはこおり。
肥満体型の老人で、「あれ」「それ」など断定的な発言が特徴。ジムリーダー達を連れて海路でセキタイタウンに向かい、他のジムリーダー達と共に最終兵器を止めようとする。
手持ちポケモン
クレベース♂
水上の移動要員。
ユキノオー

## ガラル地方
第15章に登場。ゲーム版ではバージョンによってジムリーダーが違う場合があるが、作中では一つのスタジアムで切り替えて担当するようになっている。
ヤロー
ジムチャレンジ1番目・ターフタウンのジムリーダー。エキスパートタイプはくさ。ユニフォーム番号は「831」。
筋肉質な青年で実家は農家。バトルは楽しむ事がモットーのおおらかな性格。
作中のジムチャレンジでは、挑戦した60人ほどのうち半分近くを振い落としている。
手持ちポケモン
ヒメンカ

ワタシラガ
技："ダイアタック"・"ダイソウゲン"
ジムチャレンジにおけるヤローの主力。頭部を守る綿毛はダイマックスで更に大きくなり、相手の攻撃を受けるとスタジアム全体を包むほど大量にまき散らされる。これで視界と攻撃を同時に封じつつ、綿毛の動きを利用して見えない相手の居場所を特定し、一方的に攻撃する戦法が得意。そのため、いかに綿毛を放出させずに戦うかがバトルの要となっている。
タルップル

ルリナ
ジムチャレンジ2番目・バウタウンのジムリーダー。エキスパートタイプはみず。ユニフォーム番号は「049」。「ダイブボール」を使用。
負けん気が強い褐色肌の女性。副業で生まれ育ったバウタウンをPRするモデルをしている。ソニアとは友人関係で、同じガラルジムリーダーのヤローをライバル視している。
ジムリーダー召集時には、ソニアと合流してから行くため先に入院していたナックルシティに向かった。
手持ちポケモン
ドヒドイデ
技："トーチカ"
水温の低いガラル地方では基本的に脚を閉じていて、相手に気づかれないように出した"トーチカ"による迎撃に専念しているため、攻略には脚を開かせる必要がある。
カジリガメ（キョダイマックス）
技："キョダイガンジン"・"ダイアタック"
ジムチャレンジにおけるルリナの主力。キョダイマックスすることで、顔まで覆う硬い甲羅で相手の攻撃を防ぎつつ、攻撃の時には巨体によるのしかかりや、首を長く伸ばし巨大な鉄塔をあっさりかみ切るアゴの力で相手の武器を砕く。
ヌオー

カマスジョー

カブ
ジムチャレンジ3番目・エンジンシティのジムリーダー。エキスパートタイプはほのお。ユニフォーム番号は「187」。
故郷はホウエン地方。肩のタオルが特徴的な中年男性。このスタジアムで音を上げるチャレンジャーが多く、「最初の関門」と呼ばれている。落ち着いた見た目だが本心は熱く、シルドミリアとホップが驚くほど声が大きい。
若い頃、マスコミのバッシングで苦労した過去がある。そのため、かつてソニアがジムチャレンジを断念した際には、励ますために故郷にいた頃の話をした。
手持ちポケモン
マルヤクデ（キョダイマックス）
技："キョダイヒャッカ"

オニオン
ジムチャレンジ4番目・ラテラルタウンのジムリーダーの一人。エキスパートタイプはゴースト。通称：「サイレントボーイ」。ユニフォーム番号は「291」。「ダークボール」を使用。
仮面を付けた小柄な少年。霊感があり、それを活かしたバトルをする。内気且つネガティブな性格で、思っていることを言葉にするのが苦手だが、慣れればしぐさや動きや目の表情で考えを読みやすいらしい。
創人とシルドミリアのジム戦の後、マグノリア博士が持っていた「しんさくフォルム」のヤバチャとポットデスを見たくてマグノリア号に乗り込みそのまま出発してしまう。博士が2匹と出会ったルミナスメイズの森で車が止まったので、同じくしんさくフォルムを捕まえられるかと考えて車から降り、シルドミリアのテラと戦っていたドラメシヤとドロンチに出会う。2匹の捕獲後、ジムを不在にしたことに文句を言いに来たエール団の二人組や追いかけてきたマリィ達と森を脱出する。
手持ちポケモン
ガラルデスマス
技："ぶんまわす"
サニゴーン
霊体の部分で直接攻撃を受けることで相手の動きを止める力を持つ。
ゲンガー（キョダイマックス）
技："キョダイゲンエイ"・"ダイアシッド"・"ベノムショック"
ジムチャレンジにおけるオニオンの主力。口の向こう側が死後の世界に続いているとされ、大切な人の呼ぶ声を聞かせてトレーナーの動きを封じることができ、"キョダイゲンエイ"の「かげふみ」効果で交代を封じて倒す戦法が得意。
ドラメシヤ
シルドミリアのテラ（ストリンダー、ローなすがた）に狙われていた。
ドロンチ
ドラメシヤの世話役。ドラメシヤの代わりにテラと戦うが倒され、オニオンに捕獲された。

サイトウ
ジムチャレンジ4番目・ラテラルタウンのジムリーダーの一人。エキスパートタイプはかくとう。ユニフォーム番号は「193」。「ハイパーボール」を使用。
褐色肌で裸足の少女。ストイックな性格。オニオンと切り替わりでジムリーダーを務めている。
手持ちポケモン
オトスパス

カポエラー♂

カイリキー（キョダイマックス）
技："キョダイシンゲキ"

ポプラ
ジムチャレンジ5番目・アラベスクタウンのジムリーダー。エキスパートタイプはフェアリー。ユニフォーム番号は「910」。
ファンシーな服装をした老婆で、ガラルジムリーダー最年長の88歳。勝者は批判や中傷などに晒されながらもそれに対応できなければ頂点には立てないという考えから、バトルの技量だけでなく人としての度量も試しており、正しい答えに対してあえて理不尽な罰を与え、その中でも勝利をつかめるかを見極めている。
お茶目な性格でシルドミリアの背後から覗き込んで驚かせ、「いじわるな魔法使い」と言われた。創人とのジム戦中にジムリーダーを現役引退すると発表し、試合後、創人やシルドミリアを「不合格」と判定する。またビートを失格にしたローズについて冷遇振りがらしくないと思いながら、問いただしても腹を割るとも思えず若いジムリーダーに相談すべきかとネズに連絡する。穏やかな者にしか心を開かないミブリムが懐いていることから、激しく見えるのは自己防衛で内心は穏やかなのかも知れないと興味を持ったビートに手紙を送り、新たなジムリーダーの座を譲ってもいいかと厳しく理不尽な教習を課し、それでも断らずに耐えきったビートを認め召集時には連れて行く。ブラックナイトが起きているナックルシティに向かう途中、自分の街を守るためビートに後を任せて帰る。
手持ちポケモン
ガラルマタドガス
技："ヘドロばくだん"
トゲキッス
技："すてみタックル"
マホイップ♀（キョダイマックス）
技："キョダイダンエン"・"ドレインキッス"
ジムチャレンジにおけるポプラの主力。ミサイルのように自在な弾道を描く無数のクリーム弾を放ち、1発10万キロカロリーの高カロリーミサイルが全弾命中すれば、相手は錯乱状態になって自滅してしまう。

メロン
ジムチャレンジ6番目・キクルスタウンのジムリーダーの一人。エキスパートタイプはこおり。ユニフォーム番号は「361」。「ハイパーボール」を使用。
マクワを含む5人兄妹の母親であり、ふくよかな体型の女性。「自分のハッピーはみんなのハッピー」と思い込み突っ走ってしまう癖があり、それでうまくいくこともあるが、逆にこじれたこともあり、上手く行っていないマクワとの関係を修復したいと思っている。
自分の不始末で壊してしまったバリコオルの身具の修繕を創人に依頼、ジム戦までに強化が完了しないと解ると、ジムチャレンジ決勝戦までバリコオルを創人に預けた。ジム戦では創人の他、ホップと戦う。
手持ちポケモン
モスノウ

ラプラス（キョダイマックス）
技："キョダイセンリツ"
ガラルヒヒダルマ

離脱
バリコオル♂
特性：バリアフリー
氷のステージでタップダンスのショーをしていた時に捕獲された。その時に「氷の杖（ステッキ）」が折れてしまい、創人に修復と強化のため託される。この経緯からバトルの最中に直接攻撃されるほど恨まれている。

マクワ
ジムチャレンジ6番目・キクルスタウンのジムリーダーの一人。エキスパートタイプはいわ。ユニフォーム番号は「188」。
メロンの息子で切り替わりでジムリーダーを務める、サングラスをかけた格好のいい青年。母親とは折り合いが悪く、顔を合わせずにスタジアムのインテリアを切り替えている。
メロンが身具の手入れを依頼したと聞いて、野外試合をするために湯けむり小路で創人に接触し、ジムチャレンジでは自分が身具を鍛えた母親の方と対戦するべきと提案し、作業の手を離せない彼の代わりとして一緒にいたマナブに胸を貸してバトルを相手する。相性が不利なナミダくんを相手にジムリーダーとしての実力を見せつけたが、薄着のまま吹雪の屋外で雪に埋もれながら長時間創人を待っていた事に加え、バトルをケンカと勘違いしたシルドミリアがナミダくんに使わせた"みずでっぽう"で全身ずぶ濡れになってしまったのがダメ押しとなり、高熱を出して倒れてしまった。回復後のジム戦はマリィと戦う。
手持ちポケモン
イシヘンジン
技："いわなだれ"・"ふみつけ"・"ヘビーボンバー"
重量と長い足を使った蹴り技が得意で、重心が高くバランスを崩しやすいという弱点も、倒れる方向へ"いわなだれ"を出して体勢を立て直すという対策によって克服している。
セキタンザン（キョダイマックス）
技："キョダイフンセキ"

ネズ
ジムチャレンジ7番目・スパイクタウンのジムリーダー。エキスパートタイプはあく。ユニフォーム番号は「061」。
色白で目の下に隈のある青年。気怠げだがガラルの誇るパンクロッカーであり、かつてチャンピオンカップを狙ったジムチャレンジャー。数多くの名曲を持つが、現在は活動休止中。ミュージシャンだけに耳が良く、頭も切れる。色々と怖いウワサがあり、見た目もファンキーだが対話では丁寧な口調で話す。
かつてのジムチャレンジ時、ソニアがバッシングを受けた際スキャンダラスに立ち回り騒ぎを大きくしたことで委員会を動かし、ジムチャレンジャーへの誹謗中傷に対する罰則を法制化させた過去がある。
キバナ曰く『正真正銘の横紙破り』。
実は「エール団」のボスであり、マリィの兄。とても妹思い。エール団には「ジムは大丈夫だから」と過激な行動を諫めているものの、マリィの活躍で熱くなっている皆を止められずにいる。
かつてジムをパワースポット上に移転させようとしたローズの申し出を断っており、エネルギープラントで聞いた計画を不審に思ったキバナから相談を受け、先にビートを推薦しながら失格にした件について相談されていたポプラに共有する。また、ローズの事は苦手ではあるが「やるべきことはすぐやる」実行力には敬服しており、相当の悪ガキだった自分やキバナには何もせず、壁画を壊したビートは即座に見限った事には「それほど許しがたいことだったのか？それとも見限る機会を待ってわざと放置してたのか」と、弱者救済をしていた権力者が一転して根絶を目論んだ地方の話と合わせて考える。その時、アーマーガアのタクシーが墜落した音を聞いてトンネルの方へ向かい、ソニアを抱えたダンデに出会う。医療が充実しているナックルシティで治療するためキバナとも別れ、ダンデからソニアが手がかりを収めたカメラを預かる。タクシーにでんき技の痕跡があった事から、何者かに狙われたと見た。
スパイクタウン前でスピーカーを付けたドータクンとグソクムシャに襲われていたマグノリア号に横入りし、ソニアのカメラを狙っていたことからメモリーカードを抜いて渡し戻ってくるまでの準備のためにそのまま助手席に乗りスパイクタウンに案内する。メモリー自体は破損していたが、解析した映像からマクロコスモス社のマークを読み取り、予想通り戻ってきた2匹が持っていたメガとギガを返す約束を違えようとして悪びれない態度に怒ってシルドミリアが繰り出したラビフットの攻撃でスピーカーが外れてもしていた声の位置からトレーナーのソッド・シルディ本人を割り出す。創人とシルドミリアの生気を吸おうとしたニダンギルを一撃で倒し、2人にも危うく攻撃しそうになったが丁度ホップとジムチャレンジに来たマリィに止められた。ソッド・シルディが逃げ出した後、気付いたソニアから話を聞いたダンデの連絡でローズと2人組がガラルに危害を及ぼそうとしているかの真偽を確かめるため全ジムリーダーにローズタワーへ召集をかけ、創人達と向かう。
手持ちポケモン
タチフサグマ

カラマネロ

キバナ
ジムチャレンジ8番目・ナックルシティのジムリーダー。エキスパートタイプはドラゴン。ユニフォーム番号は「241」。
オレンジ色のバンダナをした褐色肌の青年。一人称は「オレさま」。
ダンデとは自他共に認めるライバル関係で、ファンサービス濃厚。チャンピオンに匹敵する実力の持ち主で、創人達5人のジムチャレンジャーに注目している。情報収集に余念がなく、いずれ自分と戦うことになると見込んだトレーナーに関しては、トレーナーの生業からポケモンのニックネームに至るまで調べて分析するようにしている。
宝物庫の調査でナックルシティに来た創人を出迎え、情報集めと見栄えする写真を撮るためバトルをした後に宝物庫に案内した。そしてソニアとも意見を交換するうちに、創人が1年前に出会ったという謎のポケモンの話を聞いて、その2体が建国神話の災厄に関係している可能性に気づき、他の地方で起きたような大事件がガラルでも起こらないとは限らないと考え、ローズが「ねがいぼし」を使って自分自身のために災厄を起こそうとしているのではないかと疑念を持つ。
ナックルスタジアムの地下エネルギープラントから爆発音が起きた際、ダンデに住民の避難を任せて施設に忍び込むが、先に入っていたローズとオリーヴに見通されていて、1000年後のエネルギー枯渇対策でねがいぼしを使った実験に失敗したと言われる。その場では引き下がったが全て本当の事を言っていたとは信じておらず、ネズと接触すべきかと考える。だが、信用されていない事はローズにも勘付かれていた。その際、ローズには『横紙破り』と称される。
スパイクタウンに向かいネズと話していた時にアーマーガアタクシーが墜落し、乗っていたソニアの治療のためダンデにフライゴンを貸して自分はダンデのリザードンに乗り、ナックルシティに向かう。
ブラックナイトが起きた際、ナックルシティに来ていたソッド・シルディを追ってダンデとソニア、ルリナとエネルギープラントに入ろうとしたが点検口を塞がれていたために入れず、ローズタワーから来た創人達と合流、ビートがオリーヴに開けさせたことでプラントに入り、最上階でムゲンダイナと戦うが、本気になったムゲンダイナに弾き返されて毒に直接触れ、「こんらん」状態に陥る。
手持ちポケモン
ジュラルドン（キョダイマックス）
技："キョダイゲンスイ"
サダイジャ
特性：すなはき
技："すなあらし"・"たたきつける"・"ロケットずつき"
ヌメルゴン

フライゴン
技："ドラゴンダイブ"

## パルデア地方
カエデ
ジムチャレンジ一番目・セルクル地方のジムリーダーの女性。一人称は「わたし」で、二人称は「あなた」。語尾を間延びして話す癖がある。キャッチコピーは「お菓子の虫」で、専門タイプは「むし」。パティシエールを兼任していて、普段は町のパティスリー「ムクロジ」で、店長として働いている。エースはヒメグマ。
手持ちポケモン
タマンチュラ

マメバッタ

ヒメグマ（テラスタイプ：むし）

コルサ
ジムチャレンジ二番目・ボウルタウンのジムリーダーの男性。一人称は「ワタシ」で、二人称は「キサマ」。専門タイプは「くさ」。「アヴァンギャルド!!」が口癖の芸術家。かつてスランプを救われた縁から、アカデミーの教師のハッサクを慕っていて、彼を「ハッさん」と呼ぶ。エースはウソッキー。
手持ちポケモン
チュリネ♀

ミニーブ

ウソッキー（テラスタイプ：くさ）

ナンジャモ
ジムチャレンジ三番目・ハッコウシティのジムリーダーの少女。一人称は「ボク」で、相手を「〇〇氏」と呼ぶのが、口癖。専門タイプは「でんき」。動画配信をしている。エースはムウマージ。
手持ちポケモン
カイデン

ハラバリー

ムウマージ（テラスタイプ：でんき）

アオキ
ジムチャレンジ五番目・チャンプルタウンのジムリーダーの男性。サラリーマンで、専門タイプは「ノーマル」。ジムリーダーと四天王を兼任しており、四天王としての専門タイプは「ひこう」。17話で登場し、ボタンと接触する。20話ではジムチャレンジ登録をしたバイオレットと対戦した。エースはジムリーダーとしてはムクホーク。
手持ちポケモン
ネッコアラ

ノココッチ（ふたふしフォルム）

ムクホーク（テラスタイプ：ノーマル）